# تاریخ جامع ایران
تاریخ جامع ایران مجموعه‌ای بیست جلدی مشتمل بر وجوه مختلف تاریخ سیاسی و اجتماعی و فرهنگی ایران از دوران پیش از اسلام تا انقراض قاجار است.

## شکل‌گیری و انتشار
این کتاب در مدت چهارده سال و به دست بیش از ۱۷۰ محقق، زیر نظر سید محمد کاظم موسوی بجنوردی و به سرپرستی بنیاد دائرةالمعارف بزرگ اسلامی تهیه شده است.
ده جلد از این کتاب در سال ۱۳۹۳ و مجموعهٔ کامل آن در ۲۶ خرداد ۱۳۹۴ با حضور جمعی از اندیشمندان و مقامات داخلی از جمله علی جنتی وزیر وقت فرهنگ و ارشاد اسلامی و هاشمی رفسنجانی در مرکز دائرةالمعارف بزرگ اسلامی رونمایی شد.

## ساختار
این کتاب بزرگ‌ترین کتاب تاریخ ایران توصیف شده است و پنج جلد اول آن به تاریخ ایران پیش از اسلام و پانزده جلد بعدی به تاریخ ایران پس از اسلام اختصاص دارد. ابتدا قرار بود که این کتاب در چهارده جلد منتشر شود که بعداً به بیست جلد افزایش یافت.

### مجلدات
- جلد اول: سابقهٔ انسان کهن در فلات ایران و تمدن‌های پیش از آریایی‌ها؛ ورود آریائی به ایران، عصر مادها و قسمتی از تاریخ سیاسی هخامنشیان.
- جلد دوم: دنبالهٔ تاریخ هخامنشیان به روزگار سلوکیان، دولتهای پراکنده یا ملوک الطوایف، عصر ساسانیان، و سرانجام تاریخ اساطیری ایران در همین جلد مورد بررسی قرار گرفته است.
- جلد سوم: تاریخ اقتصادی و اجتماعی ایران از آغاز تا پایان دورهٔ ساسانی؛ تشکیلات اداری و نظامی در ایران؛ و سرانجام باستان‌شناسی و هنر ایران در دوره‌های فرمانروایی مادها و هخامنشیان.
- جلد چهارم: تحقیق در هنر و معماری ایران پیش از اسلام؛ ادیان و آموزش و پرورش در ایران.
- جلد پنجم: تحقیق در زبان و ادبیات ایران، تاریخ‌نگاری، جغرافیانویسی، فلسفه و دانش‌های دیگر.
- جلد ششم: تاریخ ایران از فتح اسلامی تا ظهور دولت‌های نیمه‌مستقل و مستقل؛ مباحثی چون فتوح ایران و آخرین روزهای دولت ساسانی؛ ایران در عصر حکومت قومی عرب، ایرانیان و ظهور دولت عباسی؛ وزارت و دیوانسالاری ایرانی و قسمتی از حکومتهای شرقی و غربی ایران عصر اسلامی.
- جلد هفتم: تاریخ دولت‌های ایرانی در خراسان، شمال ایران، ایران مرکزی و غربی و جنوبی از طاهریان تا کاکوئیان و تاریخ تشکیلات اداری و سیاسی آن‌ها.
- جلد هشتم:دنبالهٔ آل‌بویه، غزنویان و ایران در عصر سلجوقیان و برخی سلسله‌های کوچکتر در غرب ایران، مانند بنی سکمان در ارمنستان و ملوک قراباغ.
- جلد نهم: تاریخ ایران از اتابکان تا قسمتی از ایلخانان؛ در این بخش دورهٔ سلسله‌های موسوم به اتابکان، از اتابکان آذربایجان تا اینجوئیان؛ زمینه‌های هجوم مغول؛ جانشینان چنگیز، برپایی دولت ایلخانان، مورد بحث قرار می‌گیرد و سازمان‌های سیاسی-اداری این ادوار مطالعه می‌شود.
- جلد دهم:دنبالهٔ ایلخانان تا ظهور صفویان؛ علاوه بر دورهٔ دوم ایلخانان به عصر ترکمانان و دورهٔ مهم تیموریان و قسمتی از صفویان.
- جلد یازدهم :دنبالهٔ عصر صفویان، ادوار حکومت افشاریان و زندیان.
- جلد دوازدهم: به عصر قاجار، تحولات مذهبی، روابط خارجی ایران با عثمانی و دول قدرتمند اروپایی، زمینه‌های قیام و انقلاب مشروطه، نقش‌های طبقات اجتماعی در تحولات سیاسی و اجتماعی، ورود تمدن جدید به ایران و بسیاری مسائل دیگر نیز پرداخته می‌شود. در پیوست‌های همین مجلد دربارهٔ خانات آسیای مرکزی، خانات گنجه و شکی و قراباغ، هرمز و خلیج فارس مطالعه شده است.
- جلد سیزده و چهارده: تاریخ علم و ادب؛ حاوی مباحثی چون نقش ایرانیان در نقل و ترجمهٔ آثار علمی به زبان عربی، عصر تصنیف آثار علمی، دانش‌های فلسفی و کلامی در ایران و میان ایرانیان، نجوم و ریاضیات، علوم طبیعی و پزشکی، بیمارستان‌ها، دانش‌های دینی و مذاهب فقهی، تصوف و فرق صوفیه، تاریخ‌نگاری و چند مبحث دیگر.
- جلدهای پانزدهم تا هفدهم: شامل تاریخ زبان و ادبیات فارسی از آغاز عصر اسلامی تا پایان عصر قاجار خواهد بود. در این مجلد ادبیات فارسی در قلمرو فرهنگی ایران، بر حسب ادوار ادبی مورد بحث قرار می‌گیرد. دورهٔ بازگشت ادبی، ادبیات مشروطه، ادبیات عامه، روزنامه و روزنامه‌نگاری، ادبیات اقوام ایرانی، تاریخ آموزش و پرورش و بسیاری از جمله دیگر ابواب این مجلدات است.
- جلدهای هجدهم و نوزدهم: مخصوص تاریخ هنر و معماری ایران شامل هنرهای دستی و تزئینی و نمایشی و آئینی، موسیقی و معماری است.
- جلد بیستم: به مباحث تاریخ اجتماعی، نظام حقوقی در ایران، ادیان و مذاهب در ایران، طبقات اجتماعی و حیات عامه اختصاص یافته است.

## فهرست
| شماره جلد | نام جلد                                                               | سرویراستار(ها)                       | زیر نظر            | نویسنده (فصل)                                        | فصل کتاب                                                          | شابک ISBN         |
| --------- | --------------------------------------------------------------------- | ------------------------------------ | ------------------ | ---------------------------------------------------- | ----------------------------------------------------------------- | ----------------- |
| ۱         | پیش‌آریایی‌ها آریایی‌ها مادها هخامنشیان                                  | حسن رضایی باغ‌بیدی و محمود جعفری دهقی | کاظم موسوی بحنوردی | کاظم موسوی بحنوردی                                   | پیشگفتار                                                          | ۹۷۸-۶۰۰-۶۳۲۶-۳۷-۵ |
| ۱         | پیش‌آریایی‌ها آریایی‌ها مادها هخامنشیان                                  | حسن رضایی باغ‌بیدی و محمود جعفری دهقی | کاظم موسوی بحنوردی | صادق سجادی                                           | پیشگفتار                                                          | ۹۷۸-۶۰۰-۶۳۲۶-۳۷-۵ |
| ۱         | پیش‌آریایی‌ها آریایی‌ها مادها هخامنشیان                                  | حسن رضایی باغ‌بیدی و محمود جعفری دهقی | کاظم موسوی بحنوردی | حسن رضایی باغ‌بیدی و محمود جعفری دهقی                 | پیشگفتار                                                          | ۹۷۸-۶۰۰-۶۳۲۶-۳۷-۵ |
| ۱         | پیش‌آریایی‌ها آریایی‌ها مادها هخامنشیان                                  | حسن رضایی باغ‌بیدی و محمود جعفری دهقی | کاظم موسوی بحنوردی | جلال‌الدین رفیع‌فر                                     | انسان کهن در ایران                                                | ۹۷۸-۶۰۰-۶۳۲۶-۳۷-۵ |
| ۱         | پیش‌آریایی‌ها آریایی‌ها مادها هخامنشیان                                  | حسن رضایی باغ‌بیدی و محمود جعفری دهقی | کاظم موسوی بحنوردی | جلال‌الدین رفیع‌فر                                     | دوران پارینه‌سنگی، میان‌سنگی و نوسنگی در ایران                      | ۹۷۸-۶۰۰-۶۳۲۶-۳۷-۵ |
| ۱         | پیش‌آریایی‌ها آریایی‌ها مادها هخامنشیان                                  | حسن رضایی باغ‌بیدی و محمود جعفری دهقی | کاظم موسوی بحنوردی | یوسف مجیدزاده                                        | آغاز شهرنشینی در ایران                                            | ۹۷۸-۶۰۰-۶۳۲۶-۳۷-۵ |
| ۱         | پیش‌آریایی‌ها آریایی‌ها مادها هخامنشیان                                  | حسن رضایی باغ‌بیدی و محمود جعفری دهقی | کاظم موسوی بحنوردی | حسن طلایی                                            | سفال خاکستری در ایران                                             | ۹۷۸-۶۰۰-۶۳۲۶-۳۷-۵ |
| ۱         | پیش‌آریایی‌ها آریایی‌ها مادها هخامنشیان                                  | حسن رضایی باغ‌بیدی و محمود جعفری دهقی | کاظم موسوی بحنوردی | حسن طلایی                                            | عصر آهن در ایران                                                  | ۹۷۸-۶۰۰-۶۳۲۶-۳۷-۵ |
| ۱         | پیش‌آریایی‌ها آریایی‌ها مادها هخامنشیان                                  | حسن رضایی باغ‌بیدی و محمود جعفری دهقی | کاظم موسوی بحنوردی | محمود جعفری دهقی                                     | شهریاری در ایران باستان                                           | ۹۷۸-۶۰۰-۶۳۲۶-۳۷-۵ |
| ۱         | پیش‌آریایی‌ها آریایی‌ها مادها هخامنشیان                                  | حسن رضایی باغ‌بیدی و محمود جعفری دهقی | کاظم موسوی بحنوردی | روح‌الله شیرازی                                       | شکل‌گیری و پویایی یک جامعهٔ پیچیده در عصر مفرغ در سیستان: شهر سوخته | ۹۷۸-۶۰۰-۶۳۲۶-۳۷-۵ |
| ۱         | پیش‌آریایی‌ها آریایی‌ها مادها هخامنشیان                                  | حسن رضایی باغ‌بیدی و محمود جعفری دهقی | کاظم موسوی بحنوردی | مهرداد ملکزاده                                       | ایران در پگاه تاریخ                                               | ۹۷۸-۶۰۰-۶۳۲۶-۳۷-۵ |
| ۱         | پیش‌آریایی‌ها آریایی‌ها مادها هخامنشیان                                  | حسن رضایی باغ‌بیدی و محمود جعفری دهقی | کاظم موسوی بحنوردی | یوسف مجیدزاده                                        | تاریخ سیاسی ایلام                                                 | ۹۷۸-۶۰۰-۶۳۲۶-۳۷-۵ |
| ۱         | پیش‌آریایی‌ها آریایی‌ها مادها هخامنشیان                                  | حسن رضایی باغ‌بیدی و محمود جعفری دهقی | کاظم موسوی بحنوردی | بهمن فیروزمندی                                       | تاریخ سیاسی اورارتو                                               | ۹۷۸-۶۰۰-۶۳۲۶-۳۷-۵ |
| ۱         | پیش‌آریایی‌ها آریایی‌ها مادها هخامنشیان                                  | حسن رضایی باغ‌بیدی و محمود جعفری دهقی | کاظم موسوی بحنوردی | حبیب برجیان                                          | آریاییان عصر مفرغ                                                 | ۹۷۸-۶۰۰-۶۳۲۶-۳۷-۵ |
| ۱         | پیش‌آریایی‌ها آریایی‌ها مادها هخامنشیان                                  | حسن رضایی باغ‌بیدی و محمود جعفری دهقی | کاظم موسوی بحنوردی | لیلا مکوندی                                          | ورود اقوام ایرانی به فلات ایران                                   | ۹۷۸-۶۰۰-۶۳۲۶-۳۷-۵ |
| ۱         | پیش‌آریایی‌ها آریایی‌ها مادها هخامنشیان                                  | حسن رضایی باغ‌بیدی و محمود جعفری دهقی | کاظم موسوی بحنوردی | حبیب برجیان                                          | عصر سکایی در دشت‌های شمالی                                         | ۹۷۸-۶۰۰-۶۳۲۶-۳۷-۵ |
| ۱         | پیش‌آریایی‌ها آریایی‌ها مادها هخامنشیان                                  | حسن رضایی باغ‌بیدی و محمود جعفری دهقی | کاظم موسوی بحنوردی | حبیب برجیان                                          | عصر سرمتی در دشت‌های شمالی                                         | ۹۷۸-۶۰۰-۶۳۲۶-۳۷-۵ |
| ۱         | پیش‌آریایی‌ها آریایی‌ها مادها هخامنشیان                                  | حسن رضایی باغ‌بیدی و محمود جعفری دهقی | کاظم موسوی بحنوردی | حبیب برجیان                                          | کیمریان                                                           | ۹۷۸-۶۰۰-۶۳۲۶-۳۷-۵ |
| ۱         | پیش‌آریایی‌ها آریایی‌ها مادها هخامنشیان                                  | حسن رضایی باغ‌بیدی و محمود جعفری دهقی | کاظم موسوی بحنوردی | مرتضی حصاری                                          | دوره آغاز نگارش در ایران                                          | ۹۷۸-۶۰۰-۶۳۲۶-۳۷-۵ |
| ۱         | پیش‌آریایی‌ها آریایی‌ها مادها هخامنشیان                                  | حسن رضایی باغ‌بیدی و محمود جعفری دهقی | کاظم موسوی بحنوردی | بهمن فیروزمندی                                       | تاریخ دورهٔ ماد                                                    | ۹۷۸-۶۰۰-۶۳۲۶-۳۷-۵ |
| ۱         | پیش‌آریایی‌ها آریایی‌ها مادها هخامنشیان                                  | حسن رضایی باغ‌بیدی و محمود جعفری دهقی | کاظم موسوی بحنوردی | محمدتقی ایمان‌پور                                     | تاریخ سیاسی هخامنشیان (بخش نخست)                                  | ۹۷۸-۶۰۰-۶۳۲۶-۳۷-۵ |
| ۲         | دنبالهٔ تاریخ هخامنشی تا پایان تاریخ ساسانی و تاریخ اساطیری            | حسن رضایی باغ‌بیدی و محمود جعفری دهقی | کاظم موسوی بحنوردی | محمدتقی ایمان‌پور                                     | دنباله تاریخ سیاسی هخامنشیان                                      | ۹۷۸-۶۰۰-۶۳۲۶-۳۸-۲ |
| ۲         | دنبالهٔ تاریخ هخامنشی تا پایان تاریخ ساسانی و تاریخ اساطیری            | حسن رضایی باغ‌بیدی و محمود جعفری دهقی | کاظم موسوی بحنوردی | مهرداد قدرت‌دیزجی                                     | شخصیت کوروش، داریوش و خشایارشا                                    | ۹۷۸-۶۰۰-۶۳۲۶-۳۸-۲ |
| ۲         | دنبالهٔ تاریخ هخامنشی تا پایان تاریخ ساسانی و تاریخ اساطیری            | حسن رضایی باغ‌بیدی و محمود جعفری دهقی | کاظم موسوی بحنوردی | سیامک ادهمی (ترجمه عسکر بهرامی)                      | اسکندر مقدونی (۳۲۳–۳۵۶ ق. م)                                      | ۹۷۸-۶۰۰-۶۳۲۶-۳۸-۲ |
| ۲         | دنبالهٔ تاریخ هخامنشی تا پایان تاریخ ساسانی و تاریخ اساطیری            | حسن رضایی باغ‌بیدی و محمود جعفری دهقی | کاظم موسوی بحنوردی | توماسو نیولی (ترجمه اسفندیار طاهری)                  | تاریخ سیاسی سلوکیان                                               | ۹۷۸-۶۰۰-۶۳۲۶-۳۸-۲ |
| ۲         | دنبالهٔ تاریخ هخامنشی تا پایان تاریخ ساسانی و تاریخ اساطیری            | حسن رضایی باغ‌بیدی و محمود جعفری دهقی | کاظم موسوی بحنوردی | یوزف ویسه‌هوفر (ترجمه رحمان بختیاری- شیما جعفری دهقی) | دولت‌های یونانی-ایرانی                                             | ۹۷۸-۶۰۰-۶۳۲۶-۳۸-۲ |
| ۲         | دنبالهٔ تاریخ هخامنشی تا پایان تاریخ ساسانی و تاریخ اساطیری            | حسن رضایی باغ‌بیدی و محمود جعفری دهقی | کاظم موسوی بحنوردی | نازنین خلیل‌پور                                       | دولت‌های یونانی-بلخی                                               | ۹۷۸-۶۰۰-۶۳۲۶-۳۸-۲ |
| ۲         | دنبالهٔ تاریخ هخامنشی تا پایان تاریخ ساسانی و تاریخ اساطیری            | حسن رضایی باغ‌بیدی و محمود جعفری دهقی | کاظم موسوی بحنوردی | حبیب برجیان                                          | قوم آلان در قفقاز شمالی                                           | ۹۷۸-۶۰۰-۶۳۲۶-۳۸-۲ |
| ۲         | دنبالهٔ تاریخ هخامنشی تا پایان تاریخ ساسانی و تاریخ اساطیری            | حسن رضایی باغ‌بیدی و محمود جعفری دهقی | کاظم موسوی بحنوردی | محمدرضا چیت‌ساز                                       | تاریخ سیاسی الیمایی                                               | ۹۷۸-۶۰۰-۶۳۲۶-۳۸-۲ |
| ۲         | دنبالهٔ تاریخ هخامنشی تا پایان تاریخ ساسانی و تاریخ اساطیری            | حسن رضایی باغ‌بیدی و محمود جعفری دهقی | کاظم موسوی بحنوردی | محمود جعفری دهقی                                     | تاریخ سیاسی اشکانیان                                              | ۹۷۸-۶۰۰-۶۳۲۶-۳۸-۲ |
| ۲         | دنبالهٔ تاریخ هخامنشی تا پایان تاریخ ساسانی و تاریخ اساطیری            | حسن رضایی باغ‌بیدی و محمود جعفری دهقی | کاظم موسوی بحنوردی | ابوالفضل خطیبی                                       | اشکانیان در حماسهٔ ملی                                             | ۹۷۸-۶۰۰-۶۳۲۶-۳۸-۲ |
| ۲         | دنبالهٔ تاریخ هخامنشی تا پایان تاریخ ساسانی و تاریخ اساطیری            | حسن رضایی باغ‌بیدی و محمود جعفری دهقی | کاظم موسوی بحنوردی | پیر فرانچسکو کالییری                                 | یونانی مآبی در دوره سلوکی و اشکانی                                | ۹۷۸-۶۰۰-۶۳۲۶-۳۸-۲ |
| ۲         | دنبالهٔ تاریخ هخامنشی تا پایان تاریخ ساسانی و تاریخ اساطیری            | حسن رضایی باغ‌بیدی و محمود جعفری دهقی | کاظم موسوی بحنوردی | عسکر بهرامی                                          | کوشانیان                                                          | ۹۷۸-۶۰۰-۶۳۲۶-۳۸-۲ |
| ۲         | دنبالهٔ تاریخ هخامنشی تا پایان تاریخ ساسانی و تاریخ اساطیری            | حسن رضایی باغ‌بیدی و محمود جعفری دهقی | کاظم موسوی بحنوردی | روزبه زرین‌کوب                                        | تاریخ سیاسی ساسانیان                                              | ۹۷۸-۶۰۰-۶۳۲۶-۳۸-۲ |
| ۲         | دنبالهٔ تاریخ هخامنشی تا پایان تاریخ ساسانی و تاریخ اساطیری            | حسن رضایی باغ‌بیدی و محمود جعفری دهقی | کاظم موسوی بحنوردی | عنایت‌الله رضا                                        | سیاست خارجی شاهنشاهی ساسانی                                       | ۹۷۸-۶۰۰-۶۳۲۶-۳۸-۲ |
| ۲         | دنبالهٔ تاریخ هخامنشی تا پایان تاریخ ساسانی و تاریخ اساطیری            | حسن رضایی باغ‌بیدی و محمود جعفری دهقی | کاظم موسوی بحنوردی | ابوالفضل خطیبی                                       | ساسانیان در تاریخ ملی ایران                                       | ۹۷۸-۶۰۰-۶۳۲۶-۳۸-۲ |
| ۲         | دنبالهٔ تاریخ هخامنشی تا پایان تاریخ ساسانی و تاریخ اساطیری            | حسن رضایی باغ‌بیدی و محمود جعفری دهقی | کاظم موسوی بحنوردی | سیامک ادهمی (ترجمه ندا اخوان اقدم)                   | شخصیت خسرو انوشیروان                                              | ۹۷۸-۶۰۰-۶۳۲۶-۳۸-۲ |
| ۲         | دنبالهٔ تاریخ هخامنشی تا پایان تاریخ ساسانی و تاریخ اساطیری            | حسن رضایی باغ‌بیدی و محمود جعفری دهقی | کاظم موسوی بحنوردی | سیامک ادهمی (ترجمه مهرداد قدرت‌دیزجی)                 | خدمات خسرو انوشیروان                                              | ۹۷۸-۶۰۰-۶۳۲۶-۳۸-۲ |
| ۲         | دنبالهٔ تاریخ هخامنشی تا پایان تاریخ ساسانی و تاریخ اساطیری            | حسن رضایی باغ‌بیدی و محمود جعفری دهقی | کاظم موسوی بحنوردی | ژاله آموزگار                                         | تاریخ اساطیری ایران                                               | ۹۷۸-۶۰۰-۶۳۲۶-۳۸-۲ |
| ۳         | اوضاع اجتماعی و اقتصادی ایران هنر و معماری ماد و هخامنشی              | حسن رضایی باغ‌بیدی و محمود جعفری دهقی | کاظم موسوی بحنوردی | حسن فاضلی نشلی                                       | اوضاع اجتماعی ایران از آغاز غارنشینی تا تشکیل طبقات اجتماعی       | ۹۷۸-۶۰۰-۶۳۲۶-۳۹-۹ |
| ۳         | اوضاع اجتماعی و اقتصادی ایران هنر و معماری ماد و هخامنشی              | حسن رضایی باغ‌بیدی و محمود جعفری دهقی | کاظم موسوی بحنوردی | توماسو نیولی                                         | اوضاع اجتماعی در دوره‌های سلوکی و اشکانی                           | ۹۷۸-۶۰۰-۶۳۲۶-۳۹-۹ |
| ۳         | اوضاع اجتماعی و اقتصادی ایران هنر و معماری ماد و هخامنشی              | حسن رضایی باغ‌بیدی و محمود جعفری دهقی | کاظم موسوی بحنوردی | حسن کریمیان                                          | اوضاع اجتماعی در دوره ساسانی                                      | ۹۷۸-۶۰۰-۶۳۲۶-۳۹-۹ |
| ۳         | اوضاع اجتماعی و اقتصادی ایران هنر و معماری ماد و هخامنشی              | حسن رضایی باغ‌بیدی و محمود جعفری دهقی | کاظم موسوی بحنوردی | منصور شکی                                            | حقوق در ایران باستان                                              | ۹۷۸-۶۰۰-۶۳۲۶-۳۹-۹ |
| ۳         | اوضاع اجتماعی و اقتصادی ایران هنر و معماری ماد و هخامنشی              | حسن رضایی باغ‌بیدی و محمود جعفری دهقی | کاظم موسوی بحنوردی | کتایون مزداپور                                       | خانواده در ایران باستان                                           | ۹۷۸-۶۰۰-۶۳۲۶-۳۹-۹ |
| ۳         | اوضاع اجتماعی و اقتصادی ایران هنر و معماری ماد و هخامنشی              | حسن رضایی باغ‌بیدی و محمود جعفری دهقی | کاظم موسوی بحنوردی | کتایون مزداپور                                       | خوردنی و نوشیدنی‌ها در ایران باستان                                | ۹۷۸-۶۰۰-۶۳۲۶-۳۹-۹ |
| ۳         | اوضاع اجتماعی و اقتصادی ایران هنر و معماری ماد و هخامنشی              | حسن رضایی باغ‌بیدی و محمود جعفری دهقی | کاظم موسوی بحنوردی | محمود جعفری دهقی                                     | آرایش و پوشش در ایران باستان                                      | ۹۷۸-۶۰۰-۶۳۲۶-۳۹-۹ |
| ۳         | اوضاع اجتماعی و اقتصادی ایران هنر و معماری ماد و هخامنشی              | حسن رضایی باغ‌بیدی و محمود جعفری دهقی | کاظم موسوی بحنوردی | محمود موسوی                                          | سکه‌های هخامنشی                                                    | ۹۷۸-۶۰۰-۶۳۲۶-۳۹-۹ |
| ۳         | اوضاع اجتماعی و اقتصادی ایران هنر و معماری ماد و هخامنشی              | حسن رضایی باغ‌بیدی و محمود جعفری دهقی | کاظم موسوی بحنوردی | نازنین خلیل‌پور                                       | سکه‌های یونانی-بلخی                                                | ۹۷۸-۶۰۰-۶۳۲۶-۳۹-۹ |
| ۳         | اوضاع اجتماعی و اقتصادی ایران هنر و معماری ماد و هخامنشی              | حسن رضایی باغ‌بیدی و محمود جعفری دهقی | کاظم موسوی بحنوردی | محمدرضا چیت‌ساز                                       | سکه‌های الیمایی                                                    | ۹۷۸-۶۰۰-۶۳۲۶-۳۹-۹ |
| ۳         | اوضاع اجتماعی و اقتصادی ایران هنر و معماری ماد و هخامنشی              | حسن رضایی باغ‌بیدی و محمود جعفری دهقی | کاظم موسوی بحنوردی | حسن رضایی باغ‌بیدی                                    | سکه‌های اشکانی                                                     | ۹۷۸-۶۰۰-۶۳۲۶-۳۹-۹ |
| ۳         | اوضاع اجتماعی و اقتصادی ایران هنر و معماری ماد و هخامنشی              | حسن رضایی باغ‌بیدی و محمود جعفری دهقی | کاظم موسوی بحنوردی | ریکا گیزلَن                                           | سکه‌های ساسانی                                                     | ۹۷۸-۶۰۰-۶۳۲۶-۳۹-۹ |
| ۳         | اوضاع اجتماعی و اقتصادی ایران هنر و معماری ماد و هخامنشی              | حسن رضایی باغ‌بیدی و محمود جعفری دهقی | کاظم موسوی بحنوردی | سیامک ادهمی                                          | سکه‌های کوشانی-ساسانی                                              | ۹۷۸-۶۰۰-۶۳۲۶-۳۹-۹ |
| ۳         | اوضاع اجتماعی و اقتصادی ایران هنر و معماری ماد و هخامنشی              | حسن رضایی باغ‌بیدی و محمود جعفری دهقی | کاظم موسوی بحنوردی | تورج دریایی (ترجمه خداداد رضاخانی)                   | تشکیلات اداری در ایران باستان                                     | ۹۷۸-۶۰۰-۶۳۲۶-۳۹-۹ |
| ۳         | اوضاع اجتماعی و اقتصادی ایران هنر و معماری ماد و هخامنشی              | حسن رضایی باغ‌بیدی و محمود جعفری دهقی | کاظم موسوی بحنوردی | تورج دریایی (ترجمه مرجان فنایی)                      | تشکلیلات نظامی در ایران باستان                                    | ۹۷۸-۶۰۰-۶۳۲۶-۳۹-۹ |
| ۳         | اوضاع اجتماعی و اقتصادی ایران هنر و معماری ماد و هخامنشی              | حسن رضایی باغ‌بیدی و محمود جعفری دهقی | کاظم موسوی بحنوردی | مهرداد ملکزاده                                       | باستان‌شناسی ماد                                                   | ۹۷۸-۶۰۰-۶۳۲۶-۳۹-۹ |
| ۳         | اوضاع اجتماعی و اقتصادی ایران هنر و معماری ماد و هخامنشی              | حسن رضایی باغ‌بیدی و محمود جعفری دهقی | کاظم موسوی بحنوردی | مهرداد ملکزاده                                       | معماری ماد                                                        | ۹۷۸-۶۰۰-۶۳۲۶-۳۹-۹ |
| ۳         | اوضاع اجتماعی و اقتصادی ایران هنر و معماری ماد و هخامنشی              | حسن رضایی باغ‌بیدی و محمود جعفری دهقی | کاظم موسوی بحنوردی | مهرداد ملکزاده                                       | هنر ماد                                                           | ۹۷۸-۶۰۰-۶۳۲۶-۳۹-۹ |
| ۳         | اوضاع اجتماعی و اقتصادی ایران هنر و معماری ماد و هخامنشی              | حسن رضایی باغ‌بیدی و محمود جعفری دهقی | کاظم موسوی بحنوردی | مهرداد فکور                                          | هنر هخامنشی                                                       | ۹۷۸-۶۰۰-۶۳۲۶-۳۹-۹ |
| ۳         | اوضاع اجتماعی و اقتصادی ایران هنر و معماری ماد و هخامنشی              | حسن رضایی باغ‌بیدی و محمود جعفری دهقی | کاظم موسوی بحنوردی | شاهرخ رزمجو                                          | معماری هخامنشی                                                    | ۹۷۸-۶۰۰-۶۳۲۶-۳۹-۹ |
| ۴         | دنبالهٔ هنر و معماری باستان‌شناسی آموزش و پرورش و ادیان در ایران باستان | حسن رضایی باغ‌بیدی و محمود جعفری دهقی | کاظم موسوی بحنوردی | سید علی موسوی                                        | باستان‌شناسی هخامنشی                                               | ۹۷۸-۶۰۰-۶۳۲۶-۵۵-۹ |
| ۴         | دنبالهٔ هنر و معماری باستان‌شناسی آموزش و پرورش و ادیان در ایران باستان | حسن رضایی باغ‌بیدی و محمود جعفری دهقی | کاظم موسوی بحنوردی | پیر فرانچسکو کالییری                                 | هنر و معماری سلوکی                                                | ۹۷۸-۶۰۰-۶۳۲۶-۵۵-۹ |
| ۴         | دنبالهٔ هنر و معماری باستان‌شناسی آموزش و پرورش و ادیان در ایران باستان | حسن رضایی باغ‌بیدی و محمود جعفری دهقی | کاظم موسوی بحنوردی | مسعود آذرنوش                                         | تاریخ هنر اشکانیان                                                | ۹۷۸-۶۰۰-۶۳۲۶-۵۵-۹ |
| ۴         | دنبالهٔ هنر و معماری باستان‌شناسی آموزش و پرورش و ادیان در ایران باستان | حسن رضایی باغ‌بیدی و محمود جعفری دهقی | کاظم موسوی بحنوردی | محمود موسوی                                          | هنر و معماری اشکانی                                               | ۹۷۸-۶۰۰-۶۳۲۶-۵۵-۹ |
| ۴         | دنبالهٔ هنر و معماری باستان‌شناسی آموزش و پرورش و ادیان در ایران باستان | حسن رضایی باغ‌بیدی و محمود جعفری دهقی | کاظم موسوی بحنوردی | محمدرضا چیت‌ساز                                       | معماری و هنر الیمایی                                              | ۹۷۸-۶۰۰-۶۳۲۶-۵۵-۹ |
| ۴         | دنبالهٔ هنر و معماری باستان‌شناسی آموزش و پرورش و ادیان در ایران باستان | حسن رضایی باغ‌بیدی و محمود جعفری دهقی | کاظم موسوی بحنوردی | متئو کمپارتی (ترجمه شیما جعفری دهقی)                 | هنر و باستان‌شناسی ساسانی                                          | ۹۷۸-۶۰۰-۶۳۲۶-۵۵-۹ |
| ۴         | دنبالهٔ هنر و معماری باستان‌شناسی آموزش و پرورش و ادیان در ایران باستان | حسن رضایی باغ‌بیدی و محمود جعفری دهقی | کاظم موسوی بحنوردی | عسکر بهرامی کهیش‌نژاد                                 | هنر کوشانی                                                        | ۹۷۸-۶۰۰-۶۳۲۶-۵۵-۹ |
| ۴         | دنبالهٔ هنر و معماری باستان‌شناسی آموزش و پرورش و ادیان در ایران باستان | حسن رضایی باغ‌بیدی و محمود جعفری دهقی | کاظم موسوی بحنوردی | تقی بینش                                             | موسیقی در ایران باستان                                            | ۹۷۸-۶۰۰-۶۳۲۶-۵۵-۹ |
| ۴         | دنبالهٔ هنر و معماری باستان‌شناسی آموزش و پرورش و ادیان در ایران باستان | حسن رضایی باغ‌بیدی و محمود جعفری دهقی | کاظم موسوی بحنوردی | ابولقاسم اسماعیل‌پور                                  | هنر مانوی                                                         | ۹۷۸-۶۰۰-۶۳۲۶-۵۵-۹ |
| ۴         | دنبالهٔ هنر و معماری باستان‌شناسی آموزش و پرورش و ادیان در ایران باستان | حسن رضایی باغ‌بیدی و محمود جعفری دهقی | کاظم موسوی بحنوردی | فریدون وهمن                                          | آموزش و پرورش در ایران باستان                                     | ۹۷۸-۶۰۰-۶۳۲۶-۵۵-۹ |
| ۴         | دنبالهٔ هنر و معماری باستان‌شناسی آموزش و پرورش و ادیان در ایران باستان | حسن رضایی باغ‌بیدی و محمود جعفری دهقی | کاظم موسوی بحنوردی | گراتزیا جوویناتزو (ترجمه عسکر بهرامی)                | دین ایلامی                                                        | ۹۷۸-۶۰۰-۶۳۲۶-۵۵-۹ |
| ۴         | دنبالهٔ هنر و معماری باستان‌شناسی آموزش و پرورش و ادیان در ایران باستان | حسن رضایی باغ‌بیدی و محمود جعفری دهقی | کاظم موسوی بحنوردی | سیامک ادهمی                                          | باورهای هندواروپاییان (آریاییان)                                  | ۹۷۸-۶۰۰-۶۳۲۶-۵۵-۹ |
| ۴         | دنبالهٔ هنر و معماری باستان‌شناسی آموزش و پرورش و ادیان در ایران باستان | حسن رضایی باغ‌بیدی و محمود جعفری دهقی | کاظم موسوی بحنوردی | چنگیز مولایی                                         | زرتشت و دین او                                                    | ۹۷۸-۶۰۰-۶۳۲۶-۵۵-۹ |
| ۴         | دنبالهٔ هنر و معماری باستان‌شناسی آموزش و پرورش و ادیان در ایران باستان | حسن رضایی باغ‌بیدی و محمود جعفری دهقی | کاظم موسوی بحنوردی | چنگیز مولایی                                         | دین هخامنشی                                                       | ۹۷۸-۶۰۰-۶۳۲۶-۵۵-۹ |
| ۴         | دنبالهٔ هنر و معماری باستان‌شناسی آموزش و پرورش و ادیان در ایران باستان | حسن رضایی باغ‌بیدی و محمود جعفری دهقی | کاظم موسوی بحنوردی | پیر فرانچسکو کالییری (ترجمه اسنفدیار طاهری)          | دین در دوره سلوکی و اشکانی                                        | ۹۷۸-۶۰۰-۶۳۲۶-۵۵-۹ |
| ۴         | دنبالهٔ هنر و معماری باستان‌شناسی آموزش و پرورش و ادیان در ایران باستان | حسن رضایی باغ‌بیدی و محمود جعفری دهقی | کاظم موسوی بحنوردی | عسکر بهرامی                                          | مهر و مهرپرستی                                                    | ۹۷۸-۶۰۰-۶۳۲۶-۵۵-۹ |
| ۴         | دنبالهٔ هنر و معماری باستان‌شناسی آموزش و پرورش و ادیان در ایران باستان | حسن رضایی باغ‌بیدی و محمود جعفری دهقی | کاظم موسوی بحنوردی | فیلیپ کرینبروک                                       | دین زردشتی در دوره ساسانی                                         | ۹۷۸-۶۰۰-۶۳۲۶-۵۵-۹ |
| ۴         | دنبالهٔ هنر و معماری باستان‌شناسی آموزش و پرورش و ادیان در ایران باستان | حسن رضایی باغ‌بیدی و محمود جعفری دهقی | کاظم موسوی بحنوردی | عسکر بهرامی کهیش‌نژاد                                 | دین کوشانیان                                                      | ۹۷۸-۶۰۰-۶۳۲۶-۵۵-۹ |
| ۴         | دنبالهٔ هنر و معماری باستان‌شناسی آموزش و پرورش و ادیان در ایران باستان | حسن رضایی باغ‌بیدی و محمود جعفری دهقی | کاظم موسوی بحنوردی | عسکر بهرامی                                          | آیین زُروانی                                                       | ۹۷۸-۶۰۰-۶۳۲۶-۵۵-۹ |
| ۴         | دنبالهٔ هنر و معماری باستان‌شناسی آموزش و پرورش و ادیان در ایران باستان | حسن رضایی باغ‌بیدی و محمود جعفری دهقی | کاظم موسوی بحنوردی | ابولقاسم اسماعیل‌پور                                  | مانی و دین او                                                     | ۹۷۸-۶۰۰-۶۳۲۶-۵۵-۹ |
| ۴         | دنبالهٔ هنر و معماری باستان‌شناسی آموزش و پرورش و ادیان در ایران باستان | حسن رضایی باغ‌بیدی و محمود جعفری دهقی | کاظم موسوی بحنوردی | مسعود جلالی مقدم                                     | مزدک و جنبش مزدکی                                                 | ۹۷۸-۶۰۰-۶۳۲۶-۵۵-۹ |
| ۴         | دنبالهٔ هنر و معماری باستان‌شناسی آموزش و پرورش و ادیان در ایران باستان | حسن رضایی باغ‌بیدی و محمود جعفری دهقی | کاظم موسوی بحنوردی | مسعود جلالی مقدم                                     | دین بودایی در ایران باستان                                        | ۹۷۸-۶۰۰-۶۳۲۶-۵۵-۹ |
| ۴         | دنبالهٔ هنر و معماری باستان‌شناسی آموزش و پرورش و ادیان در ایران باستان | حسن رضایی باغ‌بیدی و محمود جعفری دهقی | کاظم موسوی بحنوردی | مسعود جلالی مقدم                                     | دین یهودی در ایران باستان                                         | ۹۷۸-۶۰۰-۶۳۲۶-۵۵-۹ |
| ۴         | دنبالهٔ هنر و معماری باستان‌شناسی آموزش و پرورش و ادیان در ایران باستان | حسن رضایی باغ‌بیدی و محمود جعفری دهقی | کاظم موسوی بحنوردی | مسعود جلالی مقدم                                     | دین مسیحی در ایران باستان                                         | ۹۷۸-۶۰۰-۶۳۲۶-۵۵-۹ |
| ۴         | دنبالهٔ هنر و معماری باستان‌شناسی آموزش و پرورش و ادیان در ایران باستان | حسن رضایی باغ‌بیدی و محمود جعفری دهقی | کاظم موسوی بحنوردی | عادل شیرالی                                          | منداییان در ایران باستان                                          | ۹۷۸-۶۰۰-۶۳۲۶-۵۵-۹ |
| ۵         | زبان و ادبیات تاریخ‌نگاری و جغرافیا فلسفه و نهضت ترجمه در ایران باستان | حسن رضایی باغ‌بیدی و محمود جعفری دهقی | کاظم موسوی بحنوردی | مارگارت خاچیکیان                                     | زبان ایلامی                                                       | ۹۷۸-۶۰۰-۶۳۲۶-۵۶-۶ |
| ۵         | زبان و ادبیات تاریخ‌نگاری و جغرافیا فلسفه و نهضت ترجمه در ایران باستان | حسن رضایی باغ‌بیدی و محمود جعفری دهقی | کاظم موسوی بحنوردی | حسن رضایی باغ‌بیدی                                    | از هندواروپایی آغازین تا ایرانی باستان                            | ۹۷۸-۶۰۰-۶۳۲۶-۵۶-۶ |
| ۵         | زبان و ادبیات تاریخ‌نگاری و جغرافیا فلسفه و نهضت ترجمه در ایران باستان | حسن رضایی باغ‌بیدی و محمود جعفری دهقی | کاظم موسوی بحنوردی | حسن رضایی باغ‌بیدی                                    | زبان‌های ایرانی باستان                                             | ۹۷۸-۶۰۰-۶۳۲۶-۵۶-۶ |
| ۵         | زبان و ادبیات تاریخ‌نگاری و جغرافیا فلسفه و نهضت ترجمه در ایران باستان | حسن رضایی باغ‌بیدی و محمود جعفری دهقی | کاظم موسوی بحنوردی | چنگیز مولایی                                         | سنگنبشته‌های شاهنشاهی هخامنشی                                      | ۹۷۸-۶۰۰-۶۳۲۶-۵۶-۶ |
| ۵         | زبان و ادبیات تاریخ‌نگاری و جغرافیا فلسفه و نهضت ترجمه در ایران باستان | حسن رضایی باغ‌بیدی و محمود جعفری دهقی | کاظم موسوی بحنوردی | محمدتقی راشدمحصل                                     | اوستا                                                             | ۹۷۸-۶۰۰-۶۳۲۶-۵۶-۶ |
| ۵         | زبان و ادبیات تاریخ‌نگاری و جغرافیا فلسفه و نهضت ترجمه در ایران باستان | حسن رضایی باغ‌بیدی و محمود جعفری دهقی | کاظم موسوی بحنوردی | حسن رضایی باغ‌بیدی                                    | زبان پارتی                                                        | ۹۷۸-۶۰۰-۶۳۲۶-۵۶-۶ |
| ۵         | زبان و ادبیات تاریخ‌نگاری و جغرافیا فلسفه و نهضت ترجمه در ایران باستان | حسن رضایی باغ‌بیدی و محمود جعفری دهقی | کاظم موسوی بحنوردی | حسن رضایی باغ‌بیدی                                    | زبان فارسی میانه                                                  | ۹۷۸-۶۰۰-۶۳۲۶-۵۶-۶ |
| ۵         | زبان و ادبیات تاریخ‌نگاری و جغرافیا فلسفه و نهضت ترجمه در ایران باستان | حسن رضایی باغ‌بیدی و محمود جعفری دهقی | کاظم موسوی بحنوردی | حسن رضایی باغ‌بیدی                                    | کتیبه‌های فارسی میانه                                              | ۹۷۸-۶۰۰-۶۳۲۶-۵۶-۶ |
| ۵         | زبان و ادبیات تاریخ‌نگاری و جغرافیا فلسفه و نهضت ترجمه در ایران باستان | حسن رضایی باغ‌بیدی و محمود جعفری دهقی | کاظم موسوی بحنوردی | مهشید میرفخرایی                                      | ادبیات فارسی میانه                                                | ۹۷۸-۶۰۰-۶۳۲۶-۵۶-۶ |
| ۵         | زبان و ادبیات تاریخ‌نگاری و جغرافیا فلسفه و نهضت ترجمه در ایران باستان | حسن رضایی باغ‌بیدی و محمود جعفری دهقی | کاظم موسوی بحنوردی | بدرالزمان قریب                                       | زبان سغدی                                                         | ۹۷۸-۶۰۰-۶۳۲۶-۵۶-۶ |
| ۵         | زبان و ادبیات تاریخ‌نگاری و جغرافیا فلسفه و نهضت ترجمه در ایران باستان | حسن رضایی باغ‌بیدی و محمود جعفری دهقی | کاظم موسوی بحنوردی | ابولقاسم اسماعیل‌پور                                  | ادبیات مانوی                                                      | ۹۷۸-۶۰۰-۶۳۲۶-۵۶-۶ |
| ۵         | زبان و ادبیات تاریخ‌نگاری و جغرافیا فلسفه و نهضت ترجمه در ایران باستان | حسن رضایی باغ‌بیدی و محمود جعفری دهقی | کاظم موسوی بحنوردی | جان شلدون                                            | زبان‌های سکایی: ختنی و تمشقی                                       | ۹۷۸-۶۰۰-۶۳۲۶-۵۶-۶ |
| ۵         | زبان و ادبیات تاریخ‌نگاری و جغرافیا فلسفه و نهضت ترجمه در ایران باستان | حسن رضایی باغ‌بیدی و محمود جعفری دهقی | کاظم موسوی بحنوردی | مهشید میرفخرایی                                      | ادبیات ختنی                                                       | ۹۷۸-۶۰۰-۶۳۲۶-۵۶-۶ |
| ۵         | زبان و ادبیات تاریخ‌نگاری و جغرافیا فلسفه و نهضت ترجمه در ایران باستان | حسن رضایی باغ‌بیدی و محمود جعفری دهقی | کاظم موسوی بحنوردی | محمود جعفری دهقی                                     | زبان بلخی                                                         | ۹۷۸-۶۰۰-۶۳۲۶-۵۶-۶ |
| ۵         | زبان و ادبیات تاریخ‌نگاری و جغرافیا فلسفه و نهضت ترجمه در ایران باستان | حسن رضایی باغ‌بیدی و محمود جعفری دهقی | کاظم موسوی بحنوردی | حسن رضایی باغ‌بیدی                                    | زبان خوارزمی                                                      | ۹۷۸-۶۰۰-۶۳۲۶-۵۶-۶ |
| ۵         | زبان و ادبیات تاریخ‌نگاری و جغرافیا فلسفه و نهضت ترجمه در ایران باستان | حسن رضایی باغ‌بیدی و محمود جعفری دهقی | کاظم موسوی بحنوردی | کارلو جوانی چرتی                                     | شعر در ایران باستان                                               | ۹۷۸-۶۰۰-۶۳۲۶-۵۶-۶ |
| ۵         | زبان و ادبیات تاریخ‌نگاری و جغرافیا فلسفه و نهضت ترجمه در ایران باستان | حسن رضایی باغ‌بیدی و محمود جعفری دهقی | کاظم موسوی بحنوردی | شیما جعفری دهقی                                      | نامه‌نویسی در ایران باستان                                         | ۹۷۸-۶۰۰-۶۳۲۶-۵۶-۶ |
| ۵         | زبان و ادبیات تاریخ‌نگاری و جغرافیا فلسفه و نهضت ترجمه در ایران باستان | حسن رضایی باغ‌بیدی و محمود جعفری دهقی | کاظم موسوی بحنوردی | زهره زرشناش                                          | ادبیات شفاهی ایران باستان                                         | ۹۷۸-۶۰۰-۶۳۲۶-۵۶-۶ |
| ۵         | زبان و ادبیات تاریخ‌نگاری و جغرافیا فلسفه و نهضت ترجمه در ایران باستان | حسن رضایی باغ‌بیدی و محمود جعفری دهقی | کاظم موسوی بحنوردی | ابوالفضل خطیبی                                       | خدای‌نامه                                                          | ۹۷۸-۶۰۰-۶۳۲۶-۵۶-۶ |
| ۵         | زبان و ادبیات تاریخ‌نگاری و جغرافیا فلسفه و نهضت ترجمه در ایران باستان | حسن رضایی باغ‌بیدی و محمود جعفری دهقی | کاظم موسوی بحنوردی | محمود جعفری دهقی                                     | تاریخ‌نگاری و جغرافیا در ایران باستان                              | ۹۷۸-۶۰۰-۶۳۲۶-۵۶-۶ |
| ۵         | زبان و ادبیات تاریخ‌نگاری و جغرافیا فلسفه و نهضت ترجمه در ایران باستان | حسن رضایی باغ‌بیدی و محمود جعفری دهقی | کاظم موسوی بحنوردی | محمود جعفری دهقی                                     | فلسفه و کلام در ایران باستان                                      | ۹۷۸-۶۰۰-۶۳۲۶-۵۶-۶ |
| ۵         | زبان و ادبیات تاریخ‌نگاری و جغرافیا فلسفه و نهضت ترجمه در ایران باستان | حسن رضایی باغ‌بیدی و محمود جعفری دهقی | کاظم موسوی بحنوردی | محمود جعفری دهقی                                     | نهضت ترجمه در دوره ساسانی                                         | ۹۷۸-۶۰۰-۶۳۲۶-۵۶-۶ |
| ۶         | از سقوط ساسانیان تا حکومت‌های محلی شرق                                 | صادق سجادی                           | کاظم موسوی بحنوردی | عنایت‌الله فاتحی‌نژاد                                  | ایرانیان و عرب‌ها از پیش از اسلام تا عصر فتوح                      | ۹۷۸-۶۰۰-۶۳۲۶-۴۰-۵ |
| ۶         | از سقوط ساسانیان تا حکومت‌های محلی شرق                                 | صادق سجادی                           | کاظم موسوی بحنوردی | صادق سجادی                                           | اسلام در ایران فتوح عربی-اسلامی سرزمین‌های ایرانی                  | ۹۷۸-۶۰۰-۶۳۲۶-۴۰-۵ |
| ۶         | از سقوط ساسانیان تا حکومت‌های محلی شرق                                 | صادق سجادی                           | کاظم موسوی بحنوردی | اسماعیل شمس                                          | ایران در عصر امویان                                               | ۹۷۸-۶۰۰-۶۳۲۶-۴۰-۵ |
| ۶         | از سقوط ساسانیان تا حکومت‌های محلی شرق                                 | صادق سجادی                           | کاظم موسوی بحنوردی | علی بهرامیان، صادق سجادی، عنایت‌الله فاتحی‌نژاد        | ایران در عصر عباسیان                                              | ۹۷۸-۶۰۰-۶۳۲۶-۴۰-۵ |
| ۶         | از سقوط ساسانیان تا حکومت‌های محلی شرق                                 | صادق سجادی                           | کاظم موسوی بحنوردی | صادق سجادی                                           | دیوانسالاری ایرانی به روزگار اسلام تا پایان عصر اول عباسی         | ۹۷۸-۶۰۰-۶۳۲۶-۴۰-۵ |
| ۶         | از سقوط ساسانیان تا حکومت‌های محلی شرق                                 | صادق سجادی                           | کاظم موسوی بحنوردی | مهدی کیوانی                                          | طاهریان                                                           | ۹۷۸-۶۰۰-۶۳۲۶-۴۰-۵ |
| ۶         | از سقوط ساسانیان تا حکومت‌های محلی شرق                                 | صادق سجادی                           | کاظم موسوی بحنوردی | منوچهر پزشک                                          | صفاریان                                                           | ۹۷۸-۶۰۰-۶۳۲۶-۴۰-۵ |
| ۶         | از سقوط ساسانیان تا حکومت‌های محلی شرق                                 | صادق سجادی                           | کاظم موسوی بحنوردی | محمدرضا ناجی                                         | سامانیان                                                          | ۹۷۸-۶۰۰-۶۳۲۶-۴۰-۵ |
| ۶         | از سقوط ساسانیان تا حکومت‌های محلی شرق                                 | صادق سجادی                           | کاظم موسوی بحنوردی | سیدعلی آل‌داوود                                       | فریغونیان                                                         | ۹۷۸-۶۰۰-۶۳۲۶-۴۰-۵ |
| ۶         | از سقوط ساسانیان تا حکومت‌های محلی شرق                                 | صادق سجادی                           | کاظم موسوی بحنوردی | صادق سجادی                                           | خاندان چغانی یا آل محتاج                                          | ۹۷۸-۶۰۰-۶۳۲۶-۴۰-۵ |
| ۶         | از سقوط ساسانیان تا حکومت‌های محلی شرق                                 | صادق سجادی                           | کاظم موسوی بحنوردی | سیدعلی آل‌داوود                                       | خوارزمشاهیان کهن: آل عراق و آل مأمون                              | ۹۷۸-۶۰۰-۶۳۲۶-۴۰-۵ |
| ۶         | از سقوط ساسانیان تا حکومت‌های محلی شرق                                 | صادق سجادی                           | کاظم موسوی بحنوردی | مهدی سیدی                                            | غوریان یا آل شنسب                                                 | ۹۷۸-۶۰۰-۶۳۲۶-۴۰-۵ |
| ۷         | دنباله حکومت‌های شرقی حکومت‌های شمال و غرب ایران                        | صادق سجادی                           | کاظم موسوی بحنوردی | احمد پاکتچی                                          | ایلک خانیان (فراخانیان یا آل افراسیاب)                            | ۹۷۸-۶۰۰-۶۳۲۶-۴۱-۲ |
| ۷         | دنباله حکومت‌های شرقی حکومت‌های شمال و غرب ایران                        | صادق سجادی                           | کاظم موسوی بحنوردی | صادق سجادی                                           | باوندیان                                                          | ۹۷۸-۶۰۰-۶۳۲۶-۴۱-۲ |
| ۷         | دنباله حکومت‌های شرقی حکومت‌های شمال و غرب ایران                        | صادق سجادی                           | کاظم موسوی بحنوردی | عنایت‌الله مجیدی، منوچهر پزشک                         | جستانیان                                                          | ۹۷۸-۶۰۰-۶۳۲۶-۴۱-۲ |
| ۷         | دنباله حکومت‌های شرقی حکومت‌های شمال و غرب ایران                        | صادق سجادی                           | کاظم موسوی بحنوردی | صادق سجادی                                           | دولت‌های علوی در ولایات شمال ایران                                 | ۹۷۸-۶۰۰-۶۳۲۶-۴۱-۲ |
| ۷         | دنباله حکومت‌های شرقی حکومت‌های شمال و غرب ایران                        | صادق سجادی                           | کاظم موسوی بحنوردی | صادق سجادی                                           | زیاریان                                                           | ۹۷۸-۶۰۰-۶۳۲۶-۴۱-۲ |
| ۷         | دنباله حکومت‌های شرقی حکومت‌های شمال و غرب ایران                        | صادق سجادی                           | کاظم موسوی بحنوردی | اسماعیل شمس                                          | ساچیان                                                            | ۹۷۸-۶۰۰-۶۳۲۶-۴۱-۲ |
| ۷         | دنباله حکومت‌های شرقی حکومت‌های شمال و غرب ایران                        | صادق سجادی                           | کاظم موسوی بحنوردی | اسماعیل شمس                                          | سلاریان                                                           | ۹۷۸-۶۰۰-۶۳۲۶-۴۱-۲ |
| ۷         | دنباله حکومت‌های شرقی حکومت‌های شمال و غرب ایران                        | صادق سجادی                           | کاظم موسوی بحنوردی | صادق سجادی                                           | دولت و روزگار آل بویه                                             | ۹۷۸-۶۰۰-۶۳۲۶-۴۱-۲ |
| ۸         | دنباله آل بویه ایران در عصر سلجوقیان                                  | صادق سجادی                           | کاظم موسوی بحنوردی | صادق سجادی                                           | دنبالهٔ دولت و روزگار آل بویه                                      | ۹۷۸-۶۰۰-۶۳۲۶-۴۲-۹ |
| ۸         | دنباله آل بویه ایران در عصر سلجوقیان                                  | صادق سجادی                           | کاظم موسوی بحنوردی | صادق سجادی                                           | کاکوئیان                                                          | ۹۷۸-۶۰۰-۶۳۲۶-۴۲-۹ |
| ۸         | دنباله آل بویه ایران در عصر سلجوقیان                                  | صادق سجادی                           | کاظم موسوی بحنوردی | کلیفورد ادموند باسورث                                | غزنویان                                                           | ۹۷۸-۶۰۰-۶۳۲۶-۴۲-۹ |
| ۸         | دنباله آل بویه ایران در عصر سلجوقیان                                  | صادق سجادی                           | کاظم موسوی بحنوردی | اسماعیل شمس                                          | روادیان                                                           | ۹۷۸-۶۰۰-۶۳۲۶-۴۲-۹ |
| ۸         | دنباله آل بویه ایران در عصر سلجوقیان                                  | صادق سجادی                           | کاظم موسوی بحنوردی | اسماعیل شمس                                          | شدادیان                                                           | ۹۷۸-۶۰۰-۶۳۲۶-۴۲-۹ |
| ۸         | دنباله آل بویه ایران در عصر سلجوقیان                                  | صادق سجادی                           | کاظم موسوی بحنوردی | اسماعیل شمس                                          | آل حسنویه                                                         | ۹۷۸-۶۰۰-۶۳۲۶-۴۲-۹ |
| ۸         | دنباله آل بویه ایران در عصر سلجوقیان                                  | صادق سجادی                           | کاظم موسوی بحنوردی | اسماعیل شمس                                          | مروانیان                                                          | ۹۷۸-۶۰۰-۶۳۲۶-۴۲-۹ |
| ۸         | دنباله آل بویه ایران در عصر سلجوقیان                                  | صادق سجادی                           | کاظم موسوی بحنوردی | اسماعیل شمس                                          | عنازیان                                                           | ۹۷۸-۶۰۰-۶۳۲۶-۴۲-۹ |
| ۸         | دنباله آل بویه ایران در عصر سلجوقیان                                  | صادق سجادی                           | کاظم موسوی بحنوردی | اسماعیل شمس                                          | احمدیلیان                                                         | ۹۷۸-۶۰۰-۶۳۲۶-۴۲-۹ |
| ۸         | دنباله آل بویه ایران در عصر سلجوقیان                                  | صادق سجادی                           | کاظم موسوی بحنوردی | عثمان غازی اوزگودنلی                                 | ایران در عصر سلجوقیان                                             | ۹۷۸-۶۰۰-۶۳۲۶-۴۲-۹ |
| ۸         | دنباله آل بویه ایران در عصر سلجوقیان                                  | صادق سجادی                           | کاظم موسوی بحنوردی | فرهاد دفتری                                          | اسماعیلیان در ایران به روزگار سلاجقه                              | ۹۷۸-۶۰۰-۶۳۲۶-۴۲-۹ |
| ۹         | از دورهٔ اتابکان تا ایلخانان                                           | صادق سجادی                           | کاظم موسوی بحنوردی | علی‌اکبر دیانت، منصوره وثیق                           | اتابکان آذربایجان (ایلدگزیان)                                     | ۹۷۸-۶۰۰-۶۳۲۶-۴۳-۶ |
| ۹         | از دورهٔ اتابکان تا ایلخانان                                           | صادق سجادی                           | کاظم موسوی بحنوردی | سیدعلی آل‌داوود                                       | اتابکان                                                           | ۹۷۸-۶۰۰-۶۳۲۶-۴۳-۶ |
| ۹         | از دورهٔ اتابکان تا ایلخانان                                           | صادق سجادی                           | کاظم موسوی بحنوردی | سیدعلی آل‌داوود                                       | اتابکان فارس                                                      | ۹۷۸-۶۰۰-۶۳۲۶-۴۳-۶ |
| ۹         | از دورهٔ اتابکان تا ایلخانان                                           | صادق سجادی                           | کاظم موسوی بحنوردی | شهرام یوسفی‌فر                                        | اتابکان لرستان                                                    | ۹۷۸-۶۰۰-۶۳۲۶-۴۳-۶ |
| ۹         | از دورهٔ اتابکان تا ایلخانان                                           | صادق سجادی                           | کاظم موسوی بحنوردی | اسماعیل حسن‌زاده                                      | خوارزمشاهیان                                                      | ۹۷۸-۶۰۰-۶۳۲۶-۴۳-۶ |
| ۹         | از دورهٔ اتابکان تا ایلخانان                                           | صادق سجادی                           | کاظم موسوی بحنوردی | حوری‌وش احمدی دستگردی                                 | ایران و آسیای صغیر                                                | ۹۷۸-۶۰۰-۶۳۲۶-۴۳-۶ |
| ۹         | از دورهٔ اتابکان تا ایلخانان                                           | صادق سجادی                           | کاظم موسوی بحنوردی | هاشم رجب‌زاده                                         | چنگیزیان                                                          | ۹۷۸-۶۰۰-۶۳۲۶-۴۳-۶ |
| ۹         | از دورهٔ اتابکان تا ایلخانان                                           | صادق سجادی                           | کاظم موسوی بحنوردی | هاشم رجب‌زاده                                         | ایلخانان                                                          | ۹۷۸-۶۰۰-۶۳۲۶-۴۳-۶ |
| ۱۰        | دنبالهٔ ایلخانان تا ظهور صفویان                                        | صادق سجادی                           | کاظم موسوی بحنوردی | هاشم رجب‌زاده                                         | دنبالهٔ عصر ایلخانان                                               | ۹۷۸-۶۰۰-۶۳۲۶-۴۴-۳ |
| ۱۰        | دنبالهٔ ایلخانان تا ظهور صفویان                                        | صادق سجادی                           | کاظم موسوی بحنوردی | سیدعلی آل داوود                                      | آل کرت                                                            | ۹۷۸-۶۰۰-۶۳۲۶-۴۴-۳ |
| ۱۰        | دنبالهٔ ایلخانان تا ظهور صفویان                                        | صادق سجادی                           | کاظم موسوی بحنوردی | حمیدرضا دالوند                                       | اینجوئیان                                                         | ۹۷۸-۶۰۰-۶۳۲۶-۴۴-۳ |
| ۱۰        | دنبالهٔ ایلخانان تا ظهور صفویان                                        | صادق سجادی                           | کاظم موسوی بحنوردی | منوچهر پزشک                                          | آل مظفر                                                           | ۹۷۸-۶۰۰-۶۳۲۶-۴۴-۳ |
| ۱۰        | دنبالهٔ ایلخانان تا ظهور صفویان                                        | صادق سجادی                           | کاظم موسوی بحنوردی | حمیدرضا دالوند حمید کرمی پور                         | چوپانیان                                                          | ۹۷۸-۶۰۰-۶۳۲۶-۴۴-۳ |
| ۱۰        | دنبالهٔ ایلخانان تا ظهور صفویان                                        | صادق سجادی                           | کاظم موسوی بحنوردی | شهرام یوسفی‌فر                                        | جلایریان                                                          | ۹۷۸-۶۰۰-۶۳۲۶-۴۴-۳ |
| ۱۰        | دنبالهٔ ایلخانان تا ظهور صفویان                                        | صادق سجادی                           | کاظم موسوی بحنوردی | آذر آهنچی                                            | سربداران                                                          | ۹۷۸-۶۰۰-۶۳۲۶-۴۴-۳ |
| ۱۰        | دنبالهٔ ایلخانان تا ظهور صفویان                                        | صادق سجادی                           | کاظم موسوی بحنوردی | خیرالنساء آلان                                       | تاریخ تیموریان                                                    | ۹۷۸-۶۰۰-۶۳۲۶-۴۴-۳ |
| ۱۰        | دنبالهٔ ایلخانان تا ظهور صفویان                                        | صادق سجادی                           | کاظم موسوی بحنوردی | حوری‌وش احمدی دستگردی                                 | دولت‌های ترکمان                                                    | ۹۷۸-۶۰۰-۶۳۲۶-۴۴-۳ |
| ۱۰        | دنبالهٔ ایلخانان تا ظهور صفویان                                        | صادق سجادی                           | کاظم موسوی بحنوردی | حوری‌وش احمدی دستگردی                                 | روابط ایران و دولت‌شهرهای ایتالیا                                  | ۹۷۸-۶۰۰-۶۳۲۶-۴۴-۳ |
| ۱۰        | دنبالهٔ ایلخانان تا ظهور صفویان                                        | صادق سجادی                           | کاظم موسوی بحنوردی | یوسف رحیم‌لو                                          | ایران در عصر صفویه                                                | ۹۷۸-۶۰۰-۶۳۲۶-۴۴-۳ |
| ۱۱        | دنباله صفویان افشاریان و زندیان                                       | صادق سجادی                           | کاظم موسوی بحنوردی | یوسف رحیم‌لو                                          | دنباله ایران در عصر صفویه                                         | ۹۷۸-۶۰۰-۶۳۲۶-۴۵-۰ |
| ۱۱        | دنباله صفویان افشاریان و زندیان                                       | صادق سجادی                           | کاظم موسوی بحنوردی | مهدی کیوانی                                          | ایران در عصر افشاریان                                             | ۹۷۸-۶۰۰-۶۳۲۶-۴۵-۰ |
| ۱۱        | دنباله صفویان افشاریان و زندیان                                       | صادق سجادی                           | کاظم موسوی بحنوردی | جان پری                                              | ایران در عصر خاندان زند                                           | ۹۷۸-۶۰۰-۶۳۲۶-۴۵-۰ |
| ۱۱        | دنباله صفویان افشاریان و زندیان                                       | صادق سجادی                           | کاظم موسوی بحنوردی | صادق سجادی، علیرضا تقوی                              | ایران در عصر قاجار                                                | ۹۷۸-۶۰۰-۶۳۲۶-۴۵-۰ |
| ۱۲        | ایران در عصر قاجاریان                                                 | صادق سجادی                           | کاظم موسوی بحنوردی | سیدجواد طباطبایی                                     | ایران در دوره فتحعلی شاه                                          | ۹۷۸-۶۰۰-۶۳۲۶-۴۶-۷ |
| ۱۲        | ایران در عصر قاجاریان                                                 | صادق سجادی                           | کاظم موسوی بحنوردی | سیدجواد طباطبایی                                     | ایران در دورهٔ محمدشاه                                             | ۹۷۸-۶۰۰-۶۳۲۶-۴۶-۷ |
| ۱۲        | ایران در عصر قاجاریان                                                 | صادق سجادی                           | کاظم موسوی بحنوردی | احسان مصحفی                                          | ایران در دورهٔ ناصرالدین شاه                                       | ۹۷۸-۶۰۰-۶۳۲۶-۴۶-۷ |
| ۱۲        | ایران در عصر قاجاریان                                                 | صادق سجادی                           | کاظم موسوی بحنوردی | آنیا پیستور حاتم                                     | تجارت خارجی و فکر توسعهٔ فرهنگی در ایران                           | ۹۷۸-۶۰۰-۶۳۲۶-۴۶-۷ |
| ۱۲        | ایران در عصر قاجاریان                                                 | صادق سجادی                           | کاظم موسوی بحنوردی | ونسا مارتین                                          | برده‌داری و مسائل آن در عصر قاجار                                  | ۹۷۸-۶۰۰-۶۳۲۶-۴۶-۷ |
| ۱۲        | ایران در عصر قاجاریان                                                 | صادق سجادی                           | کاظم موسوی بحنوردی | مسعود تازه                                           | ایران در دورهٔ مظفرالدین شاه                                       | ۹۷۸-۶۰۰-۶۳۲۶-۴۶-۷ |
| ۱۲        | ایران در عصر قاجاریان                                                 | صادق سجادی                           | کاظم موسوی بحنوردی | مسعود کوهستانی‌نژاد                                   | انقلاب مشروطه و ادوار مجلس شورا                                   | ۹۷۸-۶۰۰-۶۳۲۶-۴۶-۷ |
| ۱۲        | ایران در عصر قاجاریان                                                 | صادق سجادی                           | کاظم موسوی بحنوردی | کاوه بیات                                            | ایران در جنگ جهانی اول                                            | ۹۷۸-۶۰۰-۶۳۲۶-۴۶-۷ |
| ۱۲        | ایران در عصر قاجاریان                                                 | صادق سجادی                           | کاظم موسوی بحنوردی | روشن رحمانی                                          | خانات ماوراءالنهر از شیبانیان تا عصر اتحاد جماهیر شوروی           | ۹۷۸-۶۰۰-۶۳۲۶-۴۶-۷ |
| ۱۲        | ایران در عصر قاجاریان                                                 | صادق سجادی                           | کاظم موسوی بحنوردی | اسماعیل شمس                                          | شروانشاهان                                                        | ۹۷۸-۶۰۰-۶۳۲۶-۴۶-۷ |
| ۱۲        | ایران در عصر قاجاریان                                                 | صادق سجادی                           | کاظم موسوی بحنوردی | گئورگی سانیکیدزه                                     | روابط ایران و گرجستان در دوران اسلامی تا پایان حکومت قاجار        | ۹۷۸-۶۰۰-۶۳۲۶-۴۶-۷ |
| ۱۲        | ایران در عصر قاجاریان                                                 | صادق سجادی                           | کاظم موسوی بحنوردی | محمدباقر وثوقی                                       | تاریخ ملوک هرمز                                                   | ۹۷۸-۶۰۰-۶۳۲۶-۴۶-۷ |
| ۱۳        | تاریخ علوم و ادبیات (۱)                                               | صادق سجادی                           | کاظم موسوی بحنوردی | سید جواد طباطبایی                                    | حکمت عملی در ایران                                                | ۹۷۸-۶۰۰-۶۳۲۶-۴۷-۴ |
| ۱۳        | تاریخ علوم و ادبیات (۱)                                               | صادق سجادی                           | کاظم موسوی بحنوردی | سید جواد طباطبایی                                    | اندیشه سیاسی در ایران                                             | ۹۷۸-۶۰۰-۶۳۲۶-۴۷-۴ |
| ۱۳        | تاریخ علوم و ادبیات (۱)                                               | صادق سجادی                           | کاظم موسوی بحنوردی | نصرالله پورجوادی                                     | تصوف در ایران                                                     | ۹۷۸-۶۰۰-۶۳۲۶-۴۷-۴ |
| ۱۳        | تاریخ علوم و ادبیات (۱)                                               | صادق سجادی                           | کاظم موسوی بحنوردی | یونس کرامتی                                          | دورهٔ نقل و ترجمه علوم و نقش ایرانیان                              | ۹۷۸-۶۰۰-۶۳۲۶-۴۷-۴ |
| ۱۳        | تاریخ علوم و ادبیات (۱)                                               | صادق سجادی                           | کاظم موسوی بحنوردی | یونس کرامتی                                          | تاریخ تحول حساب در ایران                                          | ۹۷۸-۶۰۰-۶۳۲۶-۴۷-۴ |
| ۱۳        | تاریخ علوم و ادبیات (۱)                                               | صادق سجادی                           | کاظم موسوی بحنوردی | یونس کرامتی                                          | تاریخ تحول جبر و مقابله در ایران                                  | ۹۷۸-۶۰۰-۶۳۲۶-۴۷-۴ |
| ۱۳        | تاریخ علوم و ادبیات (۱)                                               | صادق سجادی                           | کاظم موسوی بحنوردی | حسن امینی                                            | تاریخ تحول هندسه در ایران                                         | ۹۷۸-۶۰۰-۶۳۲۶-۴۷-۴ |
| ۱۳        | تاریخ علوم و ادبیات (۱)                                               | صادق سجادی                           | کاظم موسوی بحنوردی | حنیف قلندری                                          | علم هیئت                                                          | ۹۷۸-۶۰۰-۶۳۲۶-۴۷-۴ |
| ۱۳        | تاریخ علوم و ادبیات (۱)                                               | صادق سجادی                           | کاظم موسوی بحنوردی | حسین روح‌اللهی                                        | تاریخ احکام نجوم در ایران                                         | ۹۷۸-۶۰۰-۶۳۲۶-۴۷-۴ |
| ۱۳        | تاریخ علوم و ادبیات (۱)                                               | صادق سجادی                           | کاظم موسوی بحنوردی | سجاد نیک فهم خوب روان                                | زیج                                                               | ۹۷۸-۶۰۰-۶۳۲۶-۴۷-۴ |
| ۱۳        | تاریخ علوم و ادبیات (۱)                                               | صادق سجادی                           | کاظم موسوی بحنوردی | یونس کرامتی                                          | گاهشماری                                                          | ۹۷۸-۶۰۰-۶۳۲۶-۴۷-۴ |
| ۱۳        | تاریخ علوم و ادبیات (۱)                                               | صادق سجادی                           | کاظم موسوی بحنوردی | حنیف قلندری                                          | علم الحیل                                                         | ۹۷۸-۶۰۰-۶۳۲۶-۴۷-۴ |
| ۱۳        | تاریخ علوم و ادبیات (۱)                                               | صادق سجادی                           | کاظم موسوی بحنوردی | یونس کرامتی                                          | آثار علوی                                                         | ۹۷۸-۶۰۰-۶۳۲۶-۴۷-۴ |
| ۱۳        | تاریخ علوم و ادبیات (۱)                                               | صادق سجادی                           | کاظم موسوی بحنوردی | یونس کرامتی                                          | زمین (دیدگاه‌های دانشمندان)                                        | ۹۷۸-۶۰۰-۶۳۲۶-۴۷-۴ |
| ۱۳        | تاریخ علوم و ادبیات (۱)                                               | صادق سجادی                           | کاظم موسوی بحنوردی | یونس کرامتی                                          | معدن‌شناسی و گوهرشناسی                                             | ۹۷۸-۶۰۰-۶۳۲۶-۴۷-۴ |
| ۱۴        | تاریخ علوم و ادبیات (۲)                                               | صادق سجادی                           | کاظم موسوی بحنوردی | حنیف قلندری                                          | جانورشناسی در ایران                                               | ۹۷۸-۶۰۰-۶۳۲۶-۴۸-۱ |
| ۱۴        | تاریخ علوم و ادبیات (۲)                                               | صادق سجادی                           | کاظم موسوی بحنوردی | صادق سجادی                                           | تاریخ پزشکی و تحولات آن در دنیای ایرانی                           | ۹۷۸-۶۰۰-۶۳۲۶-۴۸-۱ |
| ۱۴        | تاریخ علوم و ادبیات (۲)                                               | صادق سجادی                           | کاظم موسوی بحنوردی | احمد پاکتچی                                          | تاریخ علوم قرآن و حدیث در ایران                                   | ۹۷۸-۶۰۰-۶۳۲۶-۴۸-۱ |
| ۱۴        | تاریخ علوم و ادبیات (۲)                                               | صادق سجادی                           | کاظم موسوی بحنوردی | احمد پاکتچی                                          | تاریخ مذاهب فقهی در ایران                                         | ۹۷۸-۶۰۰-۶۳۲۶-۴۸-۱ |
| ۱۴        | تاریخ علوم و ادبیات (۲)                                               | صادق سجادی                           | کاظم موسوی بحنوردی | احمد پاکتچی                                          | تاریخ فرق و مذاهب کلامی در ایران                                  | ۹۷۸-۶۰۰-۶۳۲۶-۴۸-۱ |
| ۱۴        | تاریخ علوم و ادبیات (۲)                                               | صادق سجادی                           | کاظم موسوی بحنوردی | محمدصادق آیت‌اللهی، مسعود حبیبی مظاهری                | تاریخ علم حقوق در ایران                                           | ۹۷۸-۶۰۰-۶۳۲۶-۴۸-۱ |
| ۱۵        | تاریخ علوم و ادبیات (۳)                                               | صادق سجادی                           | کاظم موسوی بحنوردی | حسن رضایی باغ‌بیدی                                    | نگاهی به تاریخ زبان فارسی                                         | ۹۷۸-۶۰۰-۶۳۲۶-۵۰-۴ |
| ۱۵        | تاریخ علوم و ادبیات (۳)                                               | صادق سجادی                           | کاظم موسوی بحنوردی | علی اشرف صادقی                                       | نظام آوایی و دستوری زبان فارسی                                    | ۹۷۸-۶۰۰-۶۳۲۶-۵۰-۴ |
| ۱۵        | تاریخ علوم و ادبیات (۳)                                               | صادق سجادی                           | کاظم موسوی بحنوردی | اصغر دادبه                                           | سیر بلاغت و دانش‌های بلاغی در ایران                                | ۹۷۸-۶۰۰-۶۳۲۶-۵۰-۴ |
| ۱۵        | تاریخ علوم و ادبیات (۳)                                               | صادق سجادی                           | کاظم موسوی بحنوردی | اصغر دادبه                                           | تاریخ دستور زبان فارسی                                            | ۹۷۸-۶۰۰-۶۳۲۶-۵۰-۴ |
| ۱۵        | تاریخ علوم و ادبیات (۳)                                               | صادق سجادی                           | کاظم موسوی بحنوردی | جلال خالقی مطلق                                      | مقدمه بر تاریخ ادبی ایران                                         | ۹۷۸-۶۰۰-۶۳۲۶-۵۰-۴ |
| ۱۵        | تاریخ علوم و ادبیات (۳)                                               | صادق سجادی                           | کاظم موسوی بحنوردی | محمود امیدسالار                                      | تاریخ ادبی ایران از آغاز اسلام تا ظهور غزنویان                    | ۹۷۸-۶۰۰-۶۳۲۶-۵۰-۴ |
| ۱۵        | تاریخ علوم و ادبیات (۳)                                               | صادق سجادی                           | کاظم موسوی بحنوردی | محمود امیدسالار                                      | دنباله تاریخ ادبی ایران از آغاز اسلام تا ظهور غزنویان             | ۹۷۸-۶۰۰-۶۳۲۶-۵۰-۴ |
| ۱۵        | تاریخ علوم و ادبیات (۳)                                               | صادق سجادی                           | کاظم موسوی بحنوردی | محمود امیدسالار                                      | ادبیات حماسی ایران در عهد غزنویان                                 | ۹۷۸-۶۰۰-۶۳۲۶-۵۰-۴ |
| ۱۵        | تاریخ علوم و ادبیات (۳)                                               | صادق سجادی                           | کاظم موسوی بحنوردی | محمود امیدسالار                                      | ادبیات ایران در عصر سلجوقیان                                      | ۹۷۸-۶۰۰-۶۳۲۶-۵۰-۴ |
| ۱۵        | تاریخ علوم و ادبیات (۳)                                               | صادق سجادی                           | کاظم موسوی بحنوردی | علی میرانصاری                                        | ادبیات ایران در دورهٔ خوارزمشاهیان                                 | ۹۷۸-۶۰۰-۶۳۲۶-۵۰-۴ |
| ۱۵        | تاریخ علوم و ادبیات (۳)                                               | صادق سجادی                           | کاظم موسوی بحنوردی | علی میرانصاری                                        | ادبیات ایران از مغول تا صفویه                                     | ۹۷۸-۶۰۰-۶۳۲۶-۵۰-۴ |
| ۱۶        | تاریخ علوم و ادبیات (۴)                                               | صادق سجادی                           | کاظم موسوی بحنوردی | اصغر دادبه                                           | ادبیات ایران در عصر صفویان                                        | ۹۷۸-۶۰۰-۶۳۲۶-۴۹-۸ |
| ۱۶        | تاریخ علوم و ادبیات (۴)                                               | صادق سجادی                           | کاظم موسوی بحنوردی | یدالله جلالی پندری                                   | ادبیات فارس از آغاز قاجاریه تا اوایل مشروطه                       | ۹۷۸-۶۰۰-۶۳۲۶-۴۹-۸ |
| ۱۶        | تاریخ علوم و ادبیات (۴)                                               | صادق سجادی                           | کاظم موسوی بحنوردی | محمد راغب                                            | ادبیات فارسی از آغاز مشروطه تا پایان حکومت رضاشاه                 | ۹۷۸-۶۰۰-۶۳۲۶-۴۹-۸ |
| ۱۶        | تاریخ علوم و ادبیات (۴)                                               | صادق سجادی                           | کاظم موسوی بحنوردی | عزیز میربابایف                                       | زبان‌های ایرانی در منطقه هندوکش شرقی                               | ۹۷۸-۶۰۰-۶۳۲۶-۴۹-۸ |
| ۱۶        | تاریخ علوم و ادبیات (۴)                                               | صادق سجادی                           | کاظم موسوی بحنوردی | حسین شیبان                                           | نگاهی به مفهوم و کارکرد طنز در ادب فارسی                          | ۹۷۸-۶۰۰-۶۳۲۶-۴۹-۸ |
| ۱۶        | تاریخ علوم و ادبیات (۴)                                               | صادق سجادی                           | کاظم موسوی بحنوردی | محمد شرف عالم                                        | کلیاتی دربارهٔ ادبیات فارسی در شبه قارهٔ هند تا قرن ۱۳ ه‍.ق/۱۹ م      | ۹۷۸-۶۰۰-۶۳۲۶-۴۹-۸ |
| ۱۶        | تاریخ علوم و ادبیات (۴)                                               | صادق سجادی                           | کاظم موسوی بحنوردی | عبدالقادر جعفری                                      | تاثیر زبان فارسی بر زبان‌های محلی هند                              | ۹۷۸-۶۰۰-۶۳۲۶-۴۹-۸ |
| ۱۶        | تاریخ علوم و ادبیات (۴)                                               | صادق سجادی                           | کاظم موسوی بحنوردی | عبدالمنان نصرالدین‌اُف                                 | زبان فارسی در ماوراءالنهر از آغاز صفویه تا پایان قاجار            | ۹۷۸-۶۰۰-۶۳۲۶-۴۹-۸ |
| ۱۶        | تاریخ علوم و ادبیات (۴)                                               | صادق سجادی                           | کاظم موسوی بحنوردی | میرزا ملااحمد، اصغر دادبه                            | تذکره نویسی در ماوراءالنهر و افغانستان                            | ۹۷۸-۶۰۰-۶۳۲۶-۴۹-۸ |
| ۱۶        | تاریخ علوم و ادبیات (۴)                                               | صادق سجادی                           | کاظم موسوی بحنوردی | روشن رحمانی                                          | زبان و ادبیات فارسی تاجیکی در دوران معاصر                         | ۹۷۸-۶۰۰-۶۳۲۶-۴۹-۸ |
| ۱۶        | تاریخ علوم و ادبیات (۴)                                               | صادق سجادی                           | کاظم موسوی بحنوردی | فتح‌الله مجتبایی                                      | نگاهی به روابط فرهنگی ایران و شبه‌قارهٔ هند                         | ۹۷۸-۶۰۰-۶۳۲۶-۴۹-۸ |
| ۱۶        | تاریخ علوم و ادبیات (۴)                                               | صادق سجادی                           | کاظم موسوی بحنوردی | مرتضی رزم‌آرا                                         | سیری در فرهنگ‌نویسی فارسی                                          | ۹۷۸-۶۰۰-۶۳۲۶-۴۹-۸ |
| ۱۶        | تاریخ علوم و ادبیات (۴)                                               | صادق سجادی                           | کاظم موسوی بحنوردی | مرتضی رزم‌آرا                                         | تاریخ‌نگاری فارسی در شبه‌قاره                                       | ۹۷۸-۶۰۰-۶۳۲۶-۴۹-۸ |
| ۱۶        | تاریخ علوم و ادبیات (۴)                                               | صادق سجادی                           | کاظم موسوی بحنوردی | عنایت‌الله فاتحی‌نژاد                                  | زبان و ادبیات عرب در ایران                                        | ۹۷۸-۶۰۰-۶۳۲۶-۴۹-۸ |
| ۱۷        | تاریخ علوم و ادبیات (۵)                                               | صادق سجادی                           | کاظم موسوی بحنوردی | عنایت‌الله رضا                                        | سیر جغرافیانگاری در ایران                                         | ۹۷۸-۶۰۰-۶۳۲۶-۴۱-۲ |
| ۱۷        | تاریخ علوم و ادبیات (۵)                                               | صادق سجادی                           | کاظم موسوی بحنوردی | ایرج افشار                                           | کتاب و کتابخانه در قلمرو زبان فارسی                               | ۹۷۸-۶۰۰-۶۳۲۶-۴۱-۲ |
| ۱۷        | تاریخ علوم و ادبیات (۵)                                               | صادق سجادی                           | کاظم موسوی بحنوردی | عبدالحسین آذرنگ                                      | تاریخ نشر در ایران از آغاز تا انقلاب اسلامی                       | ۹۷۸-۶۰۰-۶۳۲۶-۴۱-۲ |
| ۱۷        | تاریخ علوم و ادبیات (۵)                                               | صادق سجادی                           | کاظم موسوی بحنوردی | ناصرالدین پروین                                      | سیر روزنامه‌نگاری در ایران                                         | ۹۷۸-۶۰۰-۶۳۲۶-۴۱-۲ |
| ۱۷        | تاریخ علوم و ادبیات (۵)                                               | صادق سجادی                           | کاظم موسوی بحنوردی | عبدالحسین آذرنگ                                      | تاریخچه ترجمه آثار اروپایی به زبان فارسی در عصر قاجار             | ۹۷۸-۶۰۰-۶۳۲۶-۴۱-۲ |
| ۱۷        | تاریخ علوم و ادبیات (۵)                                               | صادق سجادی                           | کاظم موسوی بحنوردی | مسعود تازه                                           | تاریخ آموزش و پرورش در ایران                                      | ۹۷۸-۶۰۰-۶۳۲۶-۴۱-۲ |
| ۱۷        | تاریخ علوم و ادبیات (۵)                                               | صادق سجادی                           | کاظم موسوی بحنوردی | محمد نایب‌پور                                         | تاریخ ایران‌شناسی در روسیه                                         | ۹۷۸-۶۰۰-۶۳۲۶-۴۱-۲ |
| ۱۷        | تاریخ علوم و ادبیات (۵)                                               | صادق سجادی                           | کاظم موسوی بحنوردی | طهمورث ساجدی                                         | ایران‌شناسی در فرانسه                                              | ۹۷۸-۶۰۰-۶۳۲۶-۴۱-۲ |
| ۱۷        | تاریخ علوم و ادبیات (۵)                                               | صادق سجادی                           | کاظم موسوی بحنوردی | پائولا اورساتی                                       | مطالعات ایران‌شناسی در ایتالیا از آغاز تا امروز                    | ۹۷۸-۶۰۰-۶۳۲۶-۴۱-۲ |
| ۱۷        | تاریخ علوم و ادبیات (۵)                                               | صادق سجادی                           | کاظم موسوی بحنوردی | رودیگر اشمیت                                         | ایران‌شناسی در آلمان و اتریش از آغاز تا کنون                       | ۹۷۸-۶۰۰-۶۳۲۶-۴۱-۲ |
| ۱۷        | تاریخ علوم و ادبیات (۵)                                               | صادق سجادی                           | کاظم موسوی بحنوردی | هاشم رجب‌زاده                                         | ایران‌شناسی در ژاپن                                                | ۹۷۸-۶۰۰-۶۳۲۶-۴۱-۲ |
| ۱۸        | تاریخ هنر                                                             | صادق سجادی                           | کاظم موسوی بحنوردی | پاتریک رینگنبرگ                                      | درآمدی بر هنر ایرانی-اسلامی                                       | ۹۷۸-۶۰۰-۶۳۲۶-۵۲-۸ |
| ۱۸        | تاریخ هنر                                                             | صادق سجادی                           | کاظم موسوی بحنوردی | آمنون شیلوآ                                          | نگاهی کلی به تاریخ موسیقی در ایران                                | ۹۷۸-۶۰۰-۶۳۲۶-۵۲-۸ |
| ۱۸        | تاریخ هنر                                                             | صادق سجادی                           | کاظم موسوی بحنوردی | بابک خضرائی                                          | در جستجوی موسیقی عصر سلجوقی                                       | ۹۷۸-۶۰۰-۶۳۲۶-۵۲-۸ |
| ۱۸        | تاریخ هنر                                                             | صادق سجادی                           | کاظم موسوی بحنوردی | هومان اسعدی                                          | موسیقی دوران تیموریان                                             | ۹۷۸-۶۰۰-۶۳۲۶-۵۲-۸ |
| ۱۸        | تاریخ هنر                                                             | صادق سجادی                           | کاظم موسوی بحنوردی | سید حسین میثمی                                       | موسیقی در دوره صفوی                                               | ۹۷۸-۶۰۰-۶۳۲۶-۵۲-۸ |
| ۱۸        | تاریخ هنر                                                             | صادق سجادی                           | کاظم موسوی بحنوردی | سید حسین میثمی                                       | موسیقی در دوران زندیه                                             | ۹۷۸-۶۰۰-۶۳۲۶-۵۲-۸ |
| ۱۸        | تاریخ هنر                                                             | صادق سجادی                           | کاظم موسوی بحنوردی | ساسان فاطمی                                          | تاریخ موسیقی قاجار                                                | ۹۷۸-۶۰۰-۶۳۲۶-۵۲-۸ |
| ۱۸        | تاریخ هنر                                                             | صادق سجادی                           | کاظم موسوی بحنوردی | یدالله غلامی                                         | معماری ایران از آغاز دوران اسلامی تا سده ۷ ه‍.ق                     | ۹۷۸-۶۰۰-۶۳۲۶-۵۲-۸ |
| ۱۸        | تاریخ هنر                                                             | صادق سجادی                           | کاظم موسوی بحنوردی | حسین پورنادری                                        | معماری ایران از دوره ایلخانیان تا پایان قاجار                     | ۹۷۸-۶۰۰-۶۳۲۶-۵۲-۸ |
| ۱۸        | تاریخ هنر                                                             | صادق سجادی                           | کاظم موسوی بحنوردی | حسین پورنادری                                        | هنرهای وابسته به معماری                                           | ۹۷۸-۶۰۰-۶۳۲۶-۵۲-۸ |
| ۱۸        | تاریخ هنر                                                             | صادق سجادی                           | کاظم موسوی بحنوردی | نگین میری                                            | درآمدی بر مطالعات باستان‌شناسی دوره اسلامی در ایران                | ۹۷۸-۶۰۰-۶۳۲۶-۵۲-۸ |
| ۱۸        | تاریخ هنر                                                             | صادق سجادی                           | کاظم موسوی بحنوردی | فریبا افتخار                                         | صنایع دستی                                                        | ۹۷۸-۶۰۰-۶۳۲۶-۵۲-۸ |
| ۱۸        | تاریخ هنر                                                             | صادق سجادی                           | کاظم موسوی بحنوردی | سیروس پرهام                                          | فرش و فرش‌بافی در ایران                                            | ۹۷۸-۶۰۰-۶۳۲۶-۵۲-۸ |
| ۱۸        | تاریخ هنر                                                             | صادق سجادی                           | کاظم موسوی بحنوردی | زهره روح‌فر                                           | پارچه‌بافی ایران در دوران اسلامی                                   | ۹۷۸-۶۰۰-۶۳۲۶-۵۲-۸ |
| ۱۸        | تاریخ هنر                                                             | صادق سجادی                           | کاظم موسوی بحنوردی | لیندا کوماروف                                        | فلزکاری در دورهٔ اسلامی ایران                                      | ۹۷۸-۶۰۰-۶۳۲۶-۵۲-۸ |
| ۱۸        | تاریخ هنر                                                             | صادق سجادی                           | کاظم موسوی بحنوردی | آرمان شیشه‌گر                                         | شیشه‌گری                                                           | ۹۷۸-۶۰۰-۶۳۲۶-۵۲-۸ |
| ۱۸        | تاریخ هنر                                                             | صادق سجادی                           | کاظم موسوی بحنوردی | یدالله غلامی                                         | تاریخ آثار منبت‌کاری                                               | ۹۷۸-۶۰۰-۶۳۲۶-۵۲-۸ |
| ۱۸        | تاریخ هنر                                                             | صادق سجادی                           | کاظم موسوی بحنوردی | محسن امینی                                           | جواهرات و زیورهای ایران دورهٔ اسلامی تا پایان قاجار                | ۹۷۸-۶۰۰-۶۳۲۶-۵۲-۸ |
| ۱۸        | تاریخ هنر                                                             | صادق سجادی                           | کاظم موسوی بحنوردی | بیتا پوروش                                           | جلد و جلدسازی                                                     | ۹۷۸-۶۰۰-۶۳۲۶-۵۲-۸ |
| ۱۸        | تاریخ هنر                                                             | صادق سجادی                           | کاظم موسوی بحنوردی | نوشین‌دخت نفیسی                                       | خوشنویسی                                                          | ۹۷۸-۶۰۰-۶۳۲۶-۵۲-۸ |
| ۱۸        | تاریخ هنر                                                             | صادق سجادی                           | کاظم موسوی بحنوردی | محمدعلی تحویلی                                       | تاریخ تمبر در ایران: از آغاز تا کنون                              | ۹۷۸-۶۰۰-۶۳۲۶-۵۲-۸ |
| ۱۹        | دنبالهٔ تاریخ هنر تاریخ اجتماعی                                        | صادق سجادی                           | کاظم موسوی بحنوردی | سید جمال ترابی طباطبایی                              | تاریخچه ضرب سکه در ایران عصر اسلامی                               | ۹۷۸-۶۰۰-۶۳۲۶-۴۹-۸ |
| ۱۹        | دنبالهٔ تاریخ هنر تاریخ اجتماعی                                        | صادق سجادی                           | کاظم موسوی بحنوردی | محمدحسن سمسار                                        | تذهیب                                                             | ۹۷۸-۶۰۰-۶۳۲۶-۴۹-۸ |
| ۱۹        | دنبالهٔ تاریخ هنر تاریخ اجتماعی                                        | صادق سجادی                           | کاظم موسوی بحنوردی | علی میرانصاری                                        | نمایش و نمایش‌نامه‌نویسی در دوره قاجار                              | ۹۷۸-۶۰۰-۶۳۲۶-۴۹-۸ |
| ۱۹        | دنبالهٔ تاریخ هنر تاریخ اجتماعی                                        | صادق سجادی                           | کاظم موسوی بحنوردی | یعقوب آژند                                           | نمایش‌ها و آئین‌های آن                                              | ۹۷۸-۶۰۰-۶۳۲۶-۴۹-۸ |
| ۱۹        | دنبالهٔ تاریخ هنر تاریخ اجتماعی                                        | صادق سجادی                           | کاظم موسوی بحنوردی | بهزاد رحیمیان                                        | سینمای ایران                                                      | ۹۷۸-۶۰۰-۶۳۲۶-۴۹-۸ |
| ۱۹        | دنبالهٔ تاریخ هنر تاریخ اجتماعی                                        | صادق سجادی                           | کاظم موسوی بحنوردی | اصغر کریمی                                           | روستا و روستانشینی                                                | ۹۷۸-۶۰۰-۶۳۲۶-۴۹-۸ |
| ۱۹        | دنبالهٔ تاریخ هنر تاریخ اجتماعی                                        | صادق سجادی                           | کاظم موسوی بحنوردی | حسین سلطان‌زاده                                       | شهر و شهرنشینی                                                    | ۹۷۸-۶۰۰-۶۳۲۶-۴۹-۸ |
| ۱۹        | دنبالهٔ تاریخ هنر تاریخ اجتماعی                                        | صادق سجادی                           | کاظم موسوی بحنوردی | سکندر امان‌اللهی بهاروند                              | خانواده و خویشاوندی در ایران و تحولات آن                          | ۹۷۸-۶۰۰-۶۳۲۶-۴۹-۸ |
| ۱۹        | دنبالهٔ تاریخ هنر تاریخ اجتماعی                                        | صادق سجادی                           | کاظم موسوی بحنوردی | علی بلوک‌باشی                                         | تاریخچه شکل‌گیری و تحول هنر آشپزی در ایران                         | ۹۷۸-۶۰۰-۶۳۲۶-۴۹-۸ |
| ۱۹        | دنبالهٔ تاریخ هنر تاریخ اجتماعی                                        | صادق سجادی                           | کاظم موسوی بحنوردی | محمدرضا چیت‌ساز                                       | تاریخ پوشاک ایرانیان از ابتدای اسلام تا قاجار                     | ۹۷۸-۶۰۰-۶۳۲۶-۴۹-۸ |
| ۱۹        | دنبالهٔ تاریخ هنر تاریخ اجتماعی                                        | صادق سجادی                           | کاظم موسوی بحنوردی | پیمان متین                                           | طب عامه                                                           | ۹۷۸-۶۰۰-۶۳۲۶-۴۹-۸ |
| ۱۹        | دنبالهٔ تاریخ هنر تاریخ اجتماعی                                        | صادق سجادی                           | کاظم موسوی بحنوردی | مهران افشاری                                         | فتوت                                                              | ۹۷۸-۶۰۰-۶۳۲۶-۴۹-۸ |
| ۱۹        | دنبالهٔ تاریخ هنر تاریخ اجتماعی                                        | صادق سجادی                           | کاظم موسوی بحنوردی | ساقی گازارانی                                        | عیاری                                                             | ۹۷۸-۶۰۰-۶۳۲۶-۴۹-۸ |
| ۱۹        | دنبالهٔ تاریخ هنر تاریخ اجتماعی                                        | صادق سجادی                           | کاظم موسوی بحنوردی | محمد جعفری (قنواتی)                                  | ادبیات شفاهی                                                      | ۹۷۸-۶۰۰-۶۳۲۶-۴۹-۸ |
| ۱۹        | دنبالهٔ تاریخ هنر تاریخ اجتماعی                                        | صادق سجادی                           | کاظم موسوی بحنوردی | روشن رحمانی                                          | ادبیات شفاهی در افغانستان                                         | ۹۷۸-۶۰۰-۶۳۲۶-۴۹-۸ |
| ۲۰        | دنبالهٔ تاریخ اجتماعی مذاهب و آیین‌ها پیوست‌ها                           | صادق سجادی                           | کاظم موسوی بحنوردی | روشن رحمانی                                          | ادبیات شفاهی در تاجیکستان                                         | ۹۷۸-۶۰۰-۶۳۲۶-۵۴-۲ |
| ۲۰        | دنبالهٔ تاریخ اجتماعی مذاهب و آیین‌ها پیوست‌ها                           | صادق سجادی                           | کاظم موسوی بحنوردی | مینا سلیمی                                           | جشن در ایران                                                      | ۹۷۸-۶۰۰-۶۳۲۶-۵۴-۲ |
| ۲۰        | دنبالهٔ تاریخ اجتماعی مذاهب و آیین‌ها پیوست‌ها                           | صادق سجادی                           | کاظم موسوی بحنوردی | مینا سلیمی                                           | سوگواری در ایران                                                  | ۹۷۸-۶۰۰-۶۳۲۶-۵۴-۲ |
| ۲۰        | دنبالهٔ تاریخ اجتماعی مذاهب و آیین‌ها پیوست‌ها                           | صادق سجادی                           | کاظم موسوی بحنوردی | احمد پاکتچی                                          | خوارج در ایران                                                    | ۹۷۸-۶۰۰-۶۳۲۶-۵۴-۲ |
| ۲۰        | دنبالهٔ تاریخ اجتماعی مذاهب و آیین‌ها پیوست‌ها                           | صادق سجادی                           | کاظم موسوی بحنوردی | احمد پاکتچی                                          | شیعه در ایران                                                     | ۹۷۸-۶۰۰-۶۳۲۶-۵۴-۲ |
| ۲۰        | دنبالهٔ تاریخ اجتماعی مذاهب و آیین‌ها پیوست‌ها                           | صادق سجادی                           | کاظم موسوی بحنوردی | ویکتوریا آراکلووا                                    | ایزدی‌ها                                                           | ۹۷۸-۶۰۰-۶۳۲۶-۵۴-۲ |
| ۲۰        | دنبالهٔ تاریخ اجتماعی مذاهب و آیین‌ها پیوست‌ها                           | صادق سجادی                           | کاظم موسوی بحنوردی | عادل شیرازی                                          | صائبین                                                            | ۹۷۸-۶۰۰-۶۳۲۶-۵۴-۲ |
| ۲۰        | دنبالهٔ تاریخ اجتماعی مذاهب و آیین‌ها پیوست‌ها                           | صادق سجادی                           | کاظم موسوی بحنوردی | فاطمه لاجوردی                                        | آیین بودایی در ایران                                              | ۹۷۸-۶۰۰-۶۳۲۶-۵۴-۲ |
| ۲۰        | دنبالهٔ تاریخ اجتماعی مذاهب و آیین‌ها پیوست‌ها                           | صادق سجادی                           | کاظم موسوی بحنوردی | حمیده جلالی                                          | وسایل ارتباطی در ایران                                            | ۹۷۸-۶۰۰-۶۳۲۶-۵۴-۲ |
| ۲۰        | دنبالهٔ تاریخ اجتماعی مذاهب و آیین‌ها پیوست‌ها                           | صادق سجادی                           | کاظم موسوی بحنوردی | منیژه ربیعی                                          | بیمه در ایران                                                     | ۹۷۸-۶۰۰-۶۳۲۶-۵۴-۲ |
| ۲۰        | دنبالهٔ تاریخ اجتماعی مذاهب و آیین‌ها پیوست‌ها                           | صادق سجادی                           | کاظم موسوی بحنوردی | مظفر شاهدی                                           | پول، صرافی و بانکداری در ایران                                    | ۹۷۸-۶۰۰-۶۳۲۶-۵۴-۲ |
| ۲۰        | دنبالهٔ تاریخ اجتماعی مذاهب و آیین‌ها پیوست‌ها                           | صادق سجادی                           | کاظم موسوی بحنوردی | محمدعلی موحد                                         | نفت ایران از عصر قاجار تا لغو قرارداد دارسی                       | ۹۷۸-۶۰۰-۶۳۲۶-۵۴-۲ |
| ۲۰        | دنبالهٔ تاریخ اجتماعی مذاهب و آیین‌ها پیوست‌ها                           | صادق سجادی                           | کاظم موسوی بحنوردی | یحیی شهیدی                                           | تاریخ نظامی ایران در عصر اسلامی                                   | ۹۷۸-۶۰۰-۶۳۲۶-۵۴-۲ |
| ۲۰        | دنبالهٔ تاریخ اجتماعی مذاهب و آیین‌ها پیوست‌ها                           | صادق سجادی                           | کاظم موسوی بحنوردی | محمدباقر وثوقی                                       | جغرافیای تاریخی دریای پارس                                        | ۹۷۸-۶۰۰-۶۳۲۶-۵۴-۲ |
| ۲۰        | دنبالهٔ تاریخ اجتماعی مذاهب و آیین‌ها پیوست‌ها                           | صادق سجادی                           | کاظم موسوی بحنوردی | حسین حیران مقدم                                      | خلیج فارس و جزایر ایران                                           | ۹۷۸-۶۰۰-۶۳۲۶-۵۴-۲ |
| ۲۰        | دنبالهٔ تاریخ اجتماعی مذاهب و آیین‌ها پیوست‌ها                           | صادق سجادی                           | کاظم موسوی بحنوردی | محمدباقر وثوقی                                       | تاریخ دریانوری ایرانیان                                           | ۹۷۸-۶۰۰-۶۳۲۶-۵۴-۲ |

## نویسندگان
تاریخ جامع ایران روی‌هم‌رفته توسط ۱۶۷ نویسنده نوشته شده است که تدوین آن زیرنظر کاظم موسوی بجنوردی صورت گرفته و حسن رضایی باغ‌بیدی و محمود جعفری دهقی سرویراستاران بخش دورهٔ ایران باستان، و صادق سجادی نیز سرویراستار بخش ایران دورهٔ اسلامی بودند. ایرج افشار، شرف‌الدین خراسانی، عنایت‌الله رضا، سیدجواد طباطبایی و فتح‌الله مجتبایی نیز مشاوران آن بودند.

## نقد
یزدان صفایی در نقد فصل‌های ایران باستان (پیش از اسلام) می‌نویسد که برخی از فصول آن (مثل تاریخ ماد) حرف جدیدی برای گفتن ندارند و صرفاً برداشت از ترجمه‌های فارسی آثار شرق‌شناسان پیشین می‌باشند.